# Витебск

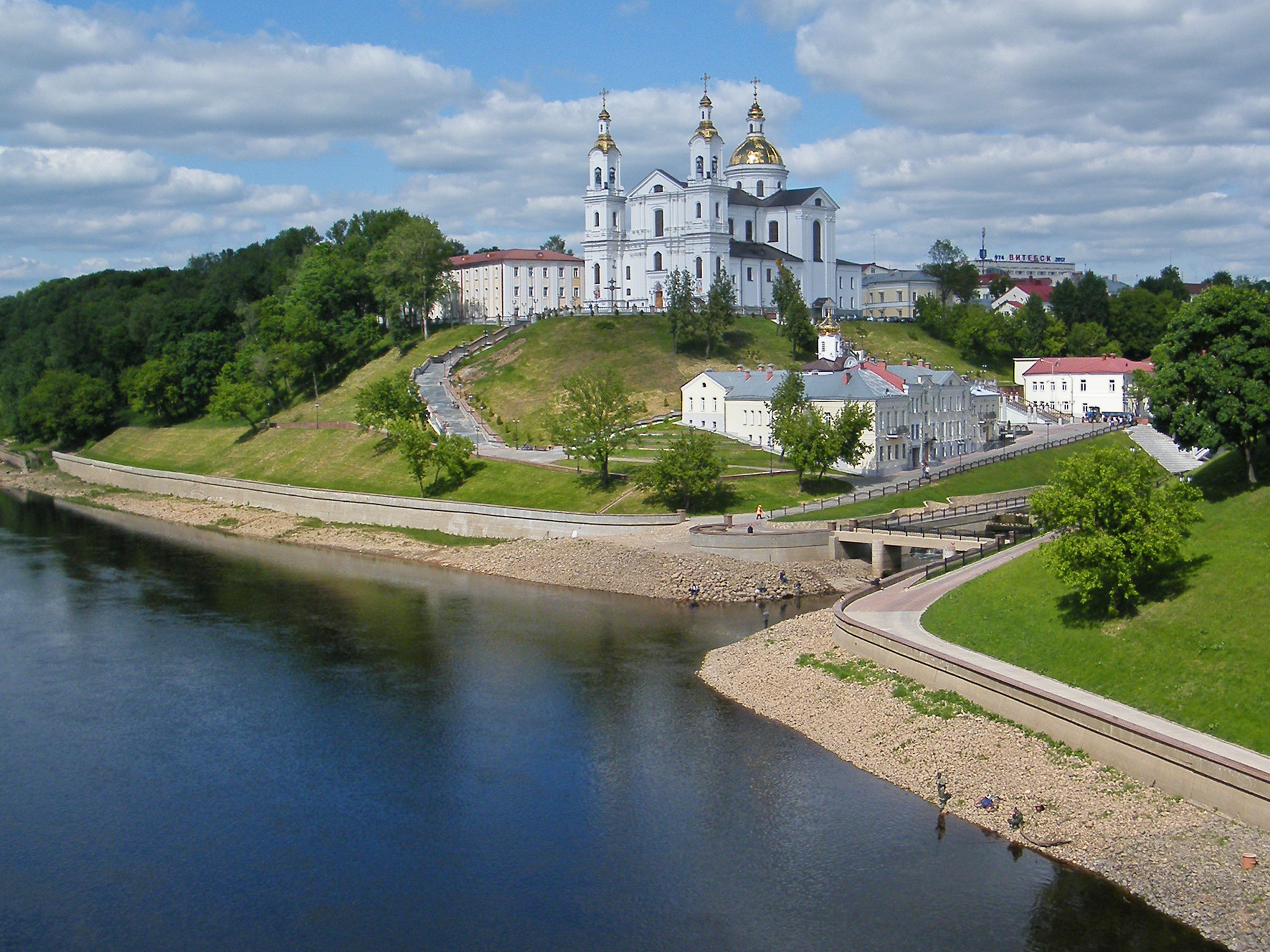
Устье Витьбы и Успенский собор

Ви́тебск (бел. Ві́цебск, идиш וויטעבסק‎) — город на северо-востоке Беларуси, административный центр Витебской области и Витебского района. Расположен в восточной части области на реке Западная Двина. Четвёртый по численности населения (после Минска, Гомеля и Гродно) город страны. Население — 358 927 человек (на 1 января 2025 года). Площадь — 134,6 км².
Второй по возрасту город Беларуси (974 год) после Полоцка. Возник на высоких берегах Западной Двины и Витьбы, давшей ему имя, на пути из варяг в греки. По городской легенде XVIII века, основан княгиней Ольгой. Город формировался как один из центров объединения славян-кривичей, а удобное географическое положение на пересечении важнейших торговых путей способствовало росту и процветанию его на протяжении последующих веков.
Ежегодно в Витебске проходит международный музыкальный фестиваль «Славянский базар».
В июне 2024 года Витебск отпраздновал 1050-летие со дня основания города.

## Этимология
Название Витебск получил от реки Витьбы. Относительно происхождения гидронима существуют разные версии:
- от славянского виться[10][11][12];
- от общеиндоевропейского ud «вода»[10];
- от термина вить «влажное место, топь»[13][14];
- от балтийского *vid-up- «средняя река»[15];
- от литовского vytis, vytinė «прут, лоза»[15];
- от финно-угорского вит «вода»[16];
- от уральского wetti «путь, дорога, след» либо вит «вода» и ба «река, вода»[17];
- от финского viettävä «покатый, отлогий, крутой»[18];
- от финского viedä, ливского viid «водить, вести»[18];
- от древнего[неопределённость] корня вит-, имеющего значение «вода», «влага»[19].

## Геральдика
Герб и флаг учреждены Указом президента Республики Беларусь от 9 февраля 2004 года № 60 (в редакции Указа от 2 июня 2009 года № 277) и зарегистрированы в Государственном геральдическом регистре Республики Беларусь 3 марта 2004 года № Б-1 и № Б-2.
Герб и флаг Витебска были приняты решениями городского Совета депутатов от 12 июня 2002 года № 106 и от 29 января 2009 года № 106.

## История
История Витебска охватывает более тысячелетия. Согласно легенде, город был заложен киевской княгиней Ольгой в 974 (либо в 947) году. В Витебске найдены 2 односторонних роговых гребня, датируемых рубежом IX—X веков. Первое упоминание о Витебске находится в Воскресенской летописи под 1021 годом, где говорится, что Ярослав Мудрый передал два города («Восвячь и Видбеск») князю Брячиславу Изяславичу.
С XII столетия Витебск был столицей одного из крупных уделов Полоцкой земли. Со смертью Всеслава Брячиславича в 1101 году и разделением его владений на семерых сыновей было образовано удельное княжество со столицей в Витебске. Витебск достался Святославу, который стал первым витебским князем. После того, как Полоцкую землю разорил Мстислав Великий, Святослав был отправлен в Византию, а витебский престол отошёл к его сыну Василько. В 1132 году, воспользовавшись ситуацией, он занял также и Полоцк и оставался полоцким князем до 1144 года.
В 1139 году в Полоцкую землю вернулись сосланные князья, и витебские Васильковичи начали борьбу за Полоцк с минскими Глебовичами и друцкими Рогволодовичами. В этой борьбе витебским князьям дольше других удавалось удерживать за собой Полоцк: в XII веке в Полоцке княжило 4 представителя Витебска.
В 1165—1167 годах вследствие феодальных усобиц Витебское княжество постепенно начало терять значение и попало под власть смоленских князей. Однако это подчинение было недолгим, и Витебск вновь обрёл независимость.
В конце XII — 1-й половине XIII веках витебская земля попала в сферу влияния литовских князей, а в середине XIII века — Великого княжества Литовского. Точно не известно, кто стал преемником князя Брячислава Васильковича, когда тот стал князем полоцким в 1232 году. Когда Брячислав умер, в Полоцке стал править литовский князь Товтивил, а в Витебске — его сын Константин. Хотя потом в Витебск снова вернулись прежние князья, династические связи с великими князьями литовскими стали постоянными.
Последним удельным витебским князем был Ярослав Василькович. Ярослав Василькович умер в 1320 году, не имея наследников мужского пола, после чего Витебское княжество, потеряв независимость, было включено в состав Великого княжества Литовского (см. Витебская война).
Витебск под названием «Видбескъ» упоминается в разделе «литовские города» в летописном «Списке русских городов дальних и ближних» (конец XIV века). Рубежом XIII—XIV веков датируется витебская берестяная грамота, найденная случайно в 1959 году на площади Свободы при разборе взорванного Николаевского собора.
В 1508 году было образовано Витебское воеводство. В 1566 году в ходе административной реформы воеводство было разделено на 2 повета (уезда) — Витебский и Оршанский. В 1582 году к воеводству присоединена Велижская волость. В 1623 году горожане подняли Витебское восстание, протестуя против насаждения униатства. За убийство униатского архиепископа Иосафата Кунцевича власти Речи Посполитой лишили город магдебургского права и казнили 19 человек, в том числе 2-х бурмистров (78 человек приговорены к смертной казни заочно). Кроме того, город вынужден был выплатить 3079 злотых, и была разрушена ратуша.
Богатейшими землевладельцами Витебского воеводства были Сапеги. В 1676 году витебский воевода Ян Храповицкий построил в городе монастырь бернардинцев с костёлом Св. Антония Падуанского. В Северную войну Витебск, бывший на стороне шведов, был сожжён по приказу Петра Великого.
В результате первого раздела Речи Посполитой 1772 года Витебское воеводство отошло к Российской империи (лишь небольшая часть Оршанского повета оставалась в составе Речи Посполитой вплоть до второго раздела 1793 года).
28 июля 1812 года в занятом Витебске Наполеон решил прекратить кампанию: «Здесь я остановлюсь! Здесь я должен осмотреться, дать отдых армии и организовать Польшу. Кампания 1812 года закончена, кампания 1813 года завершит остальное». Однако соединение русских армий в Смоленске 3 августа заставило Наполеона изменить планы и возобновить поход на Москву.

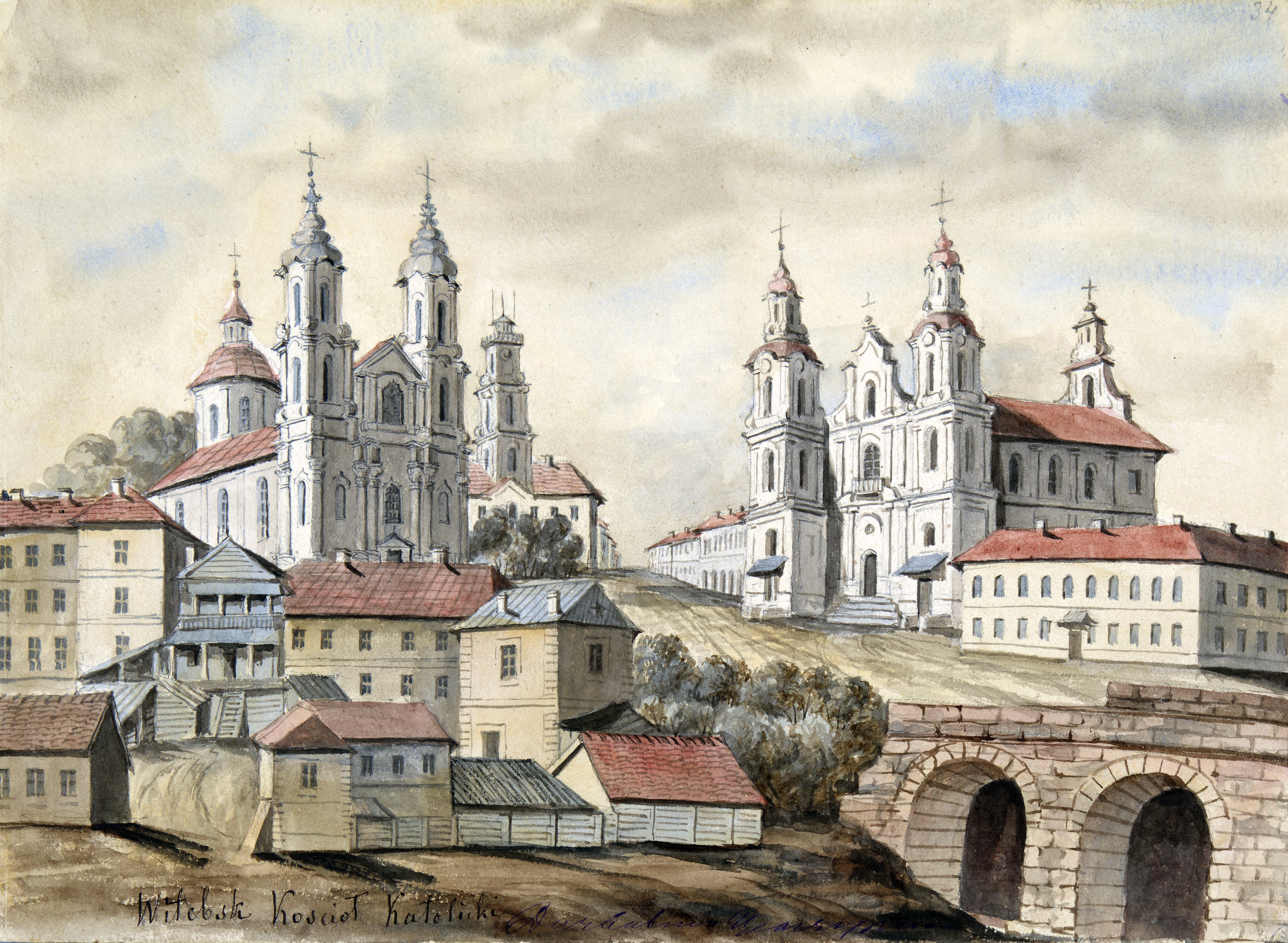
Вид в начале XIX века

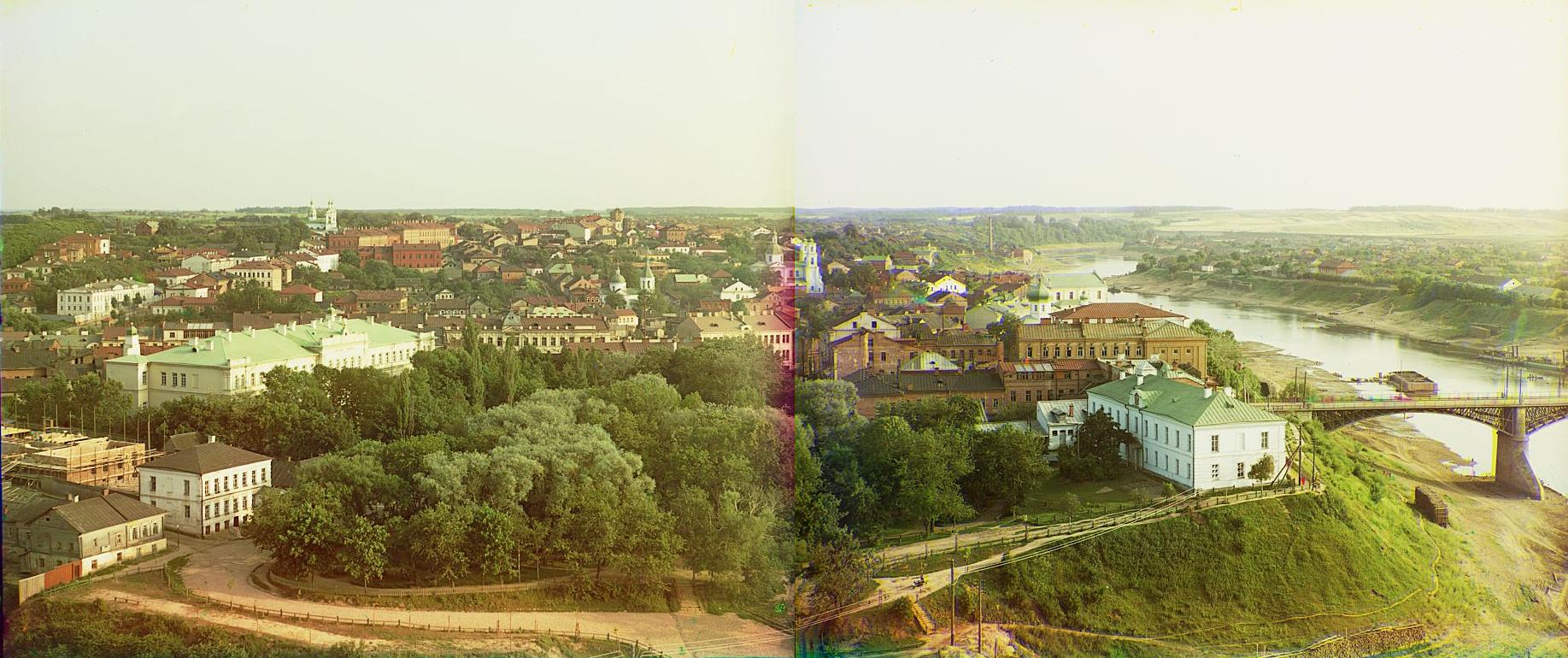
Вид в начале XX века

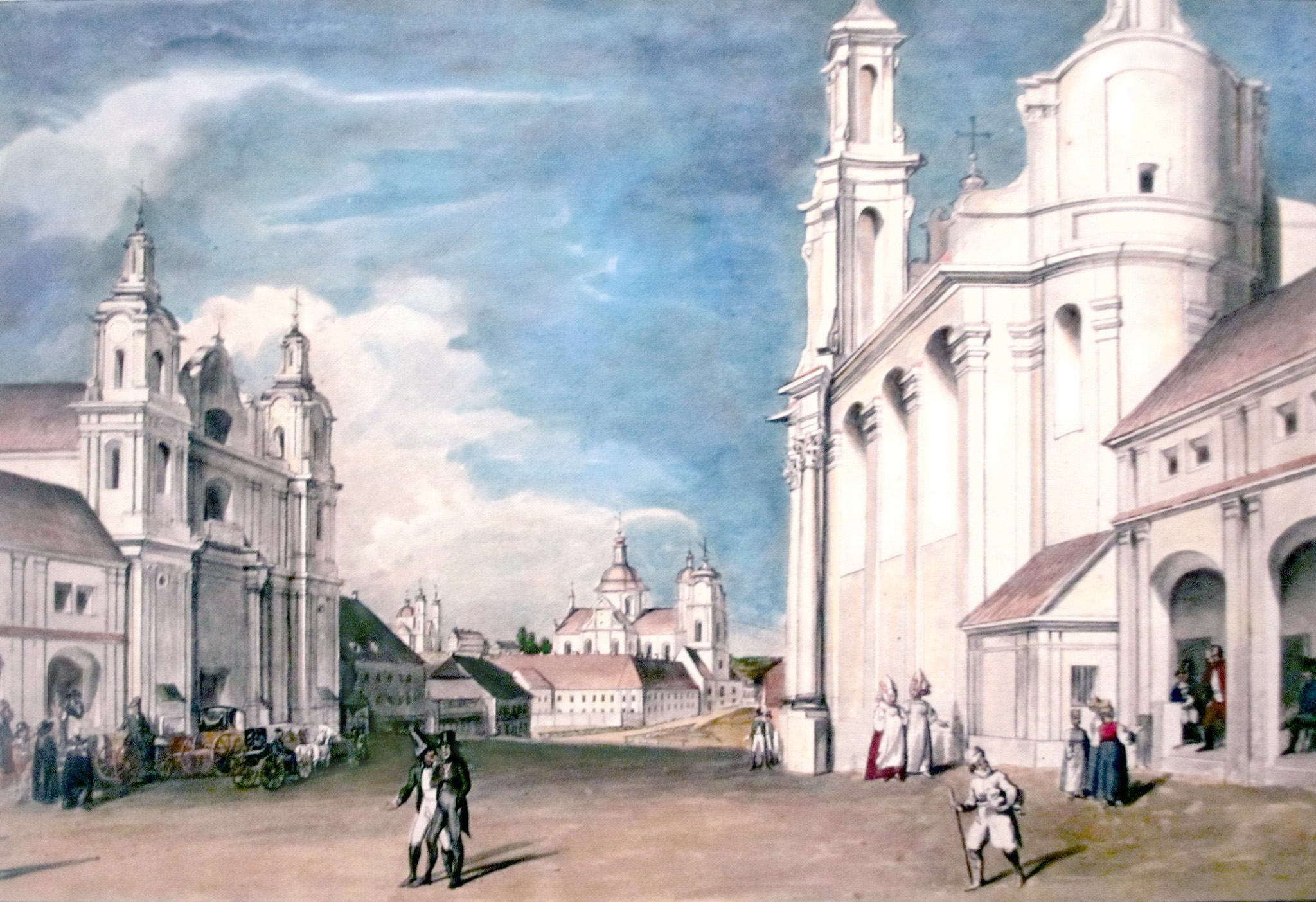
Униатская церковь и костёл Св. Антония, Ю. Пешка
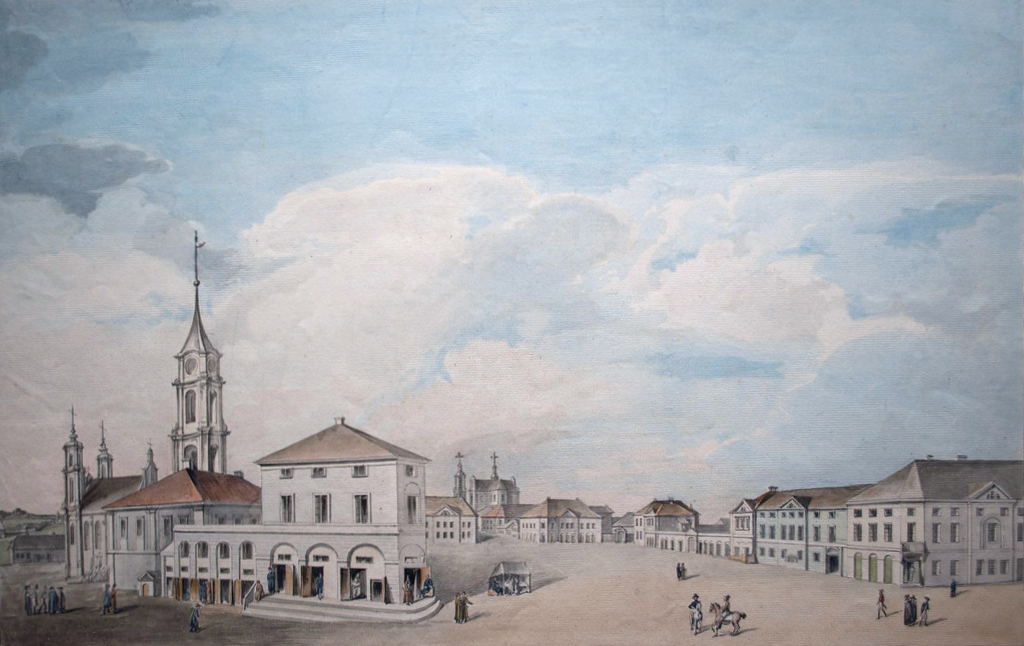
Витебская ратуша на акварели Ю. Пешка
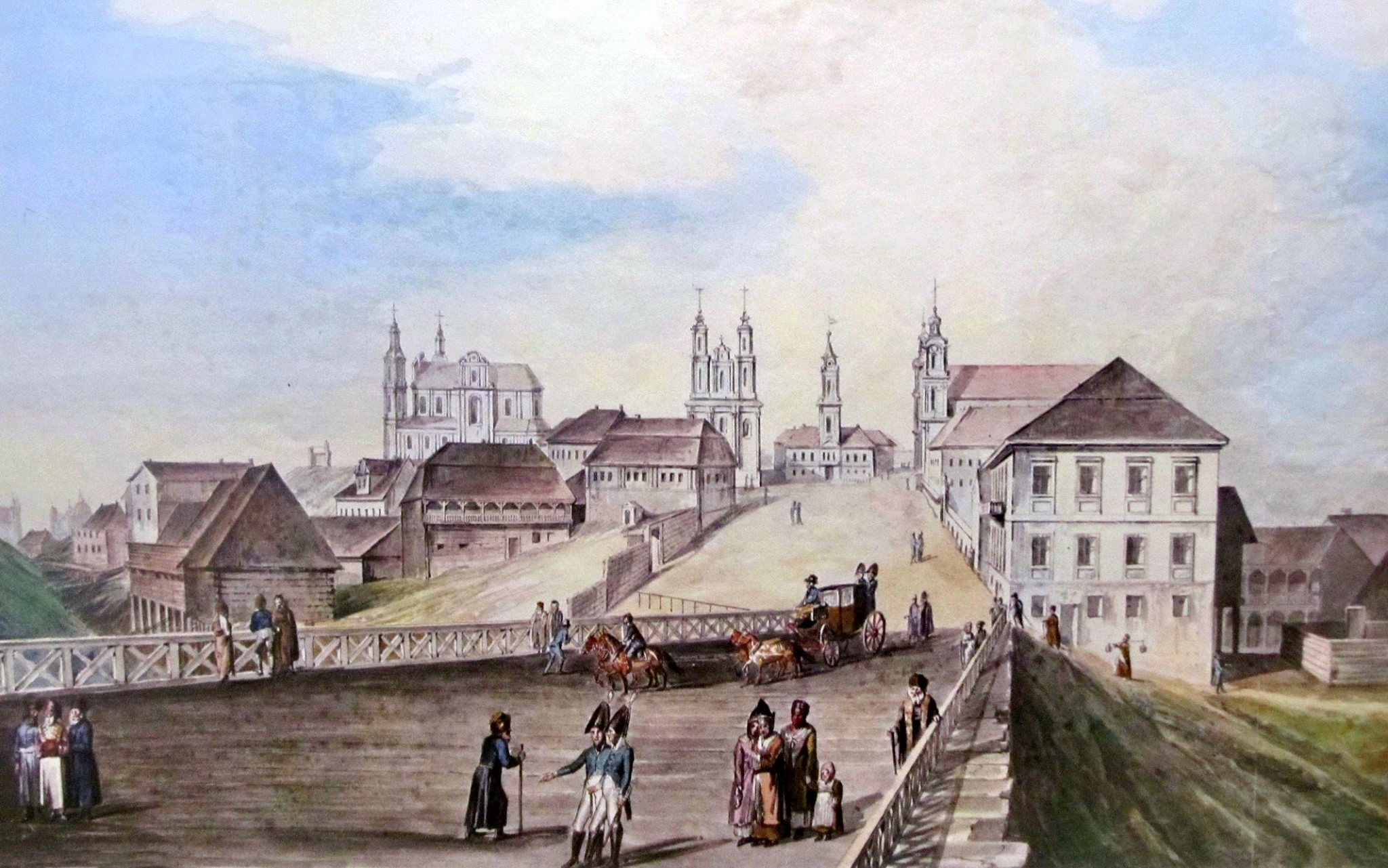
Мост через Витьбу, акварель Ю. Пешка
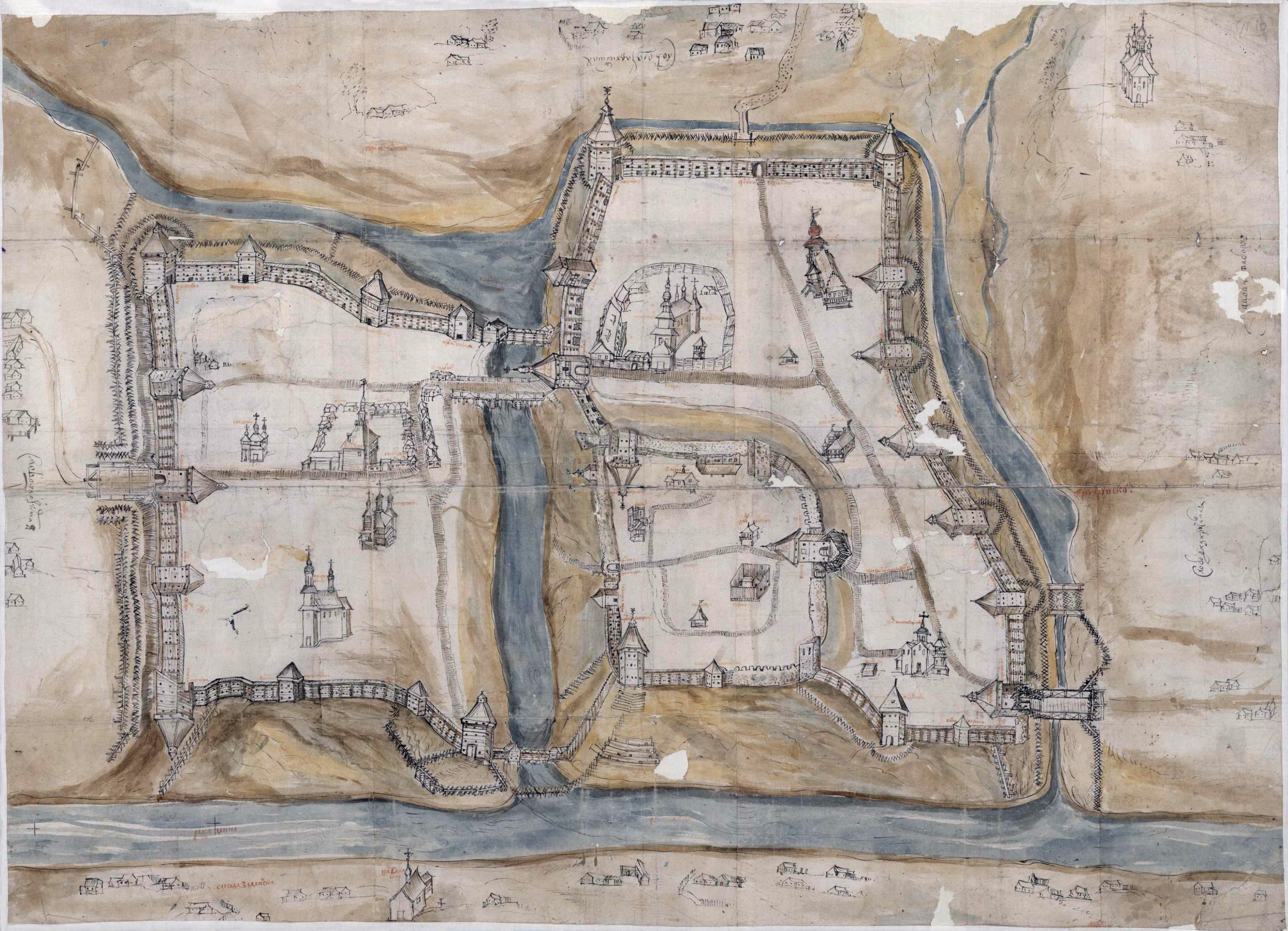
Чертёж Витебска 1664 г.
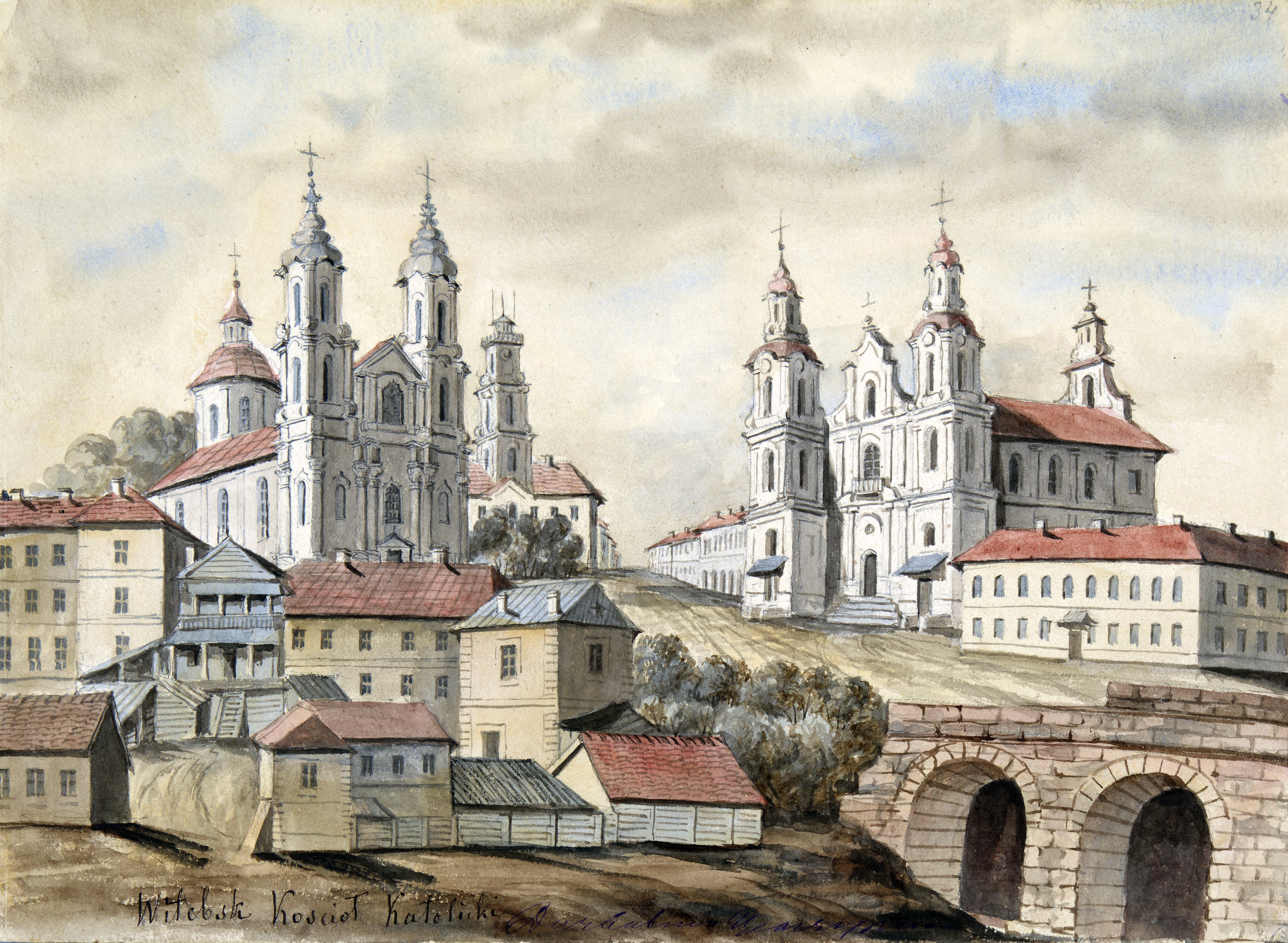
Униатская церковь и костёл Св. Антония, рисунок Н. Орды
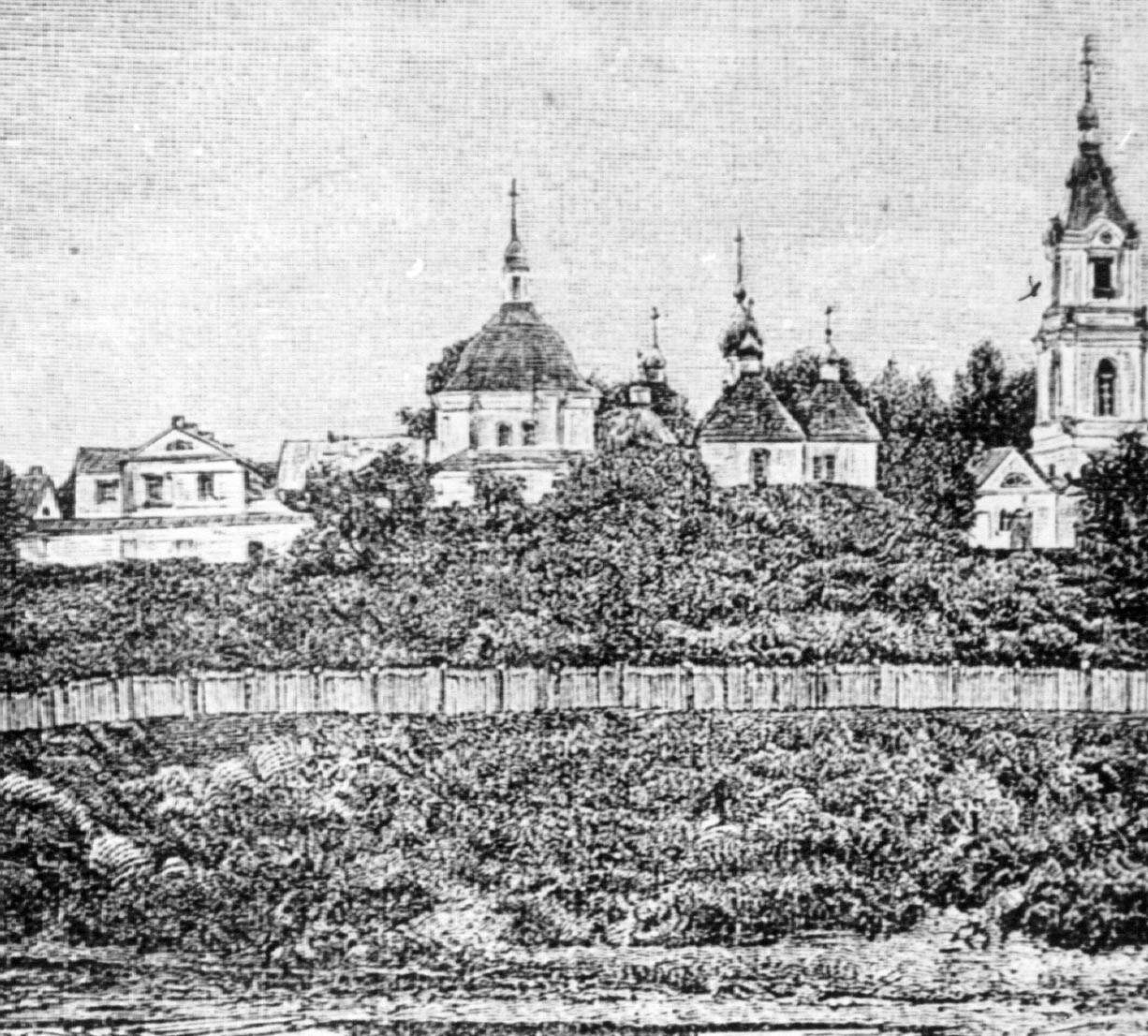
Троицкий Марков монастырь, конец XIX в.
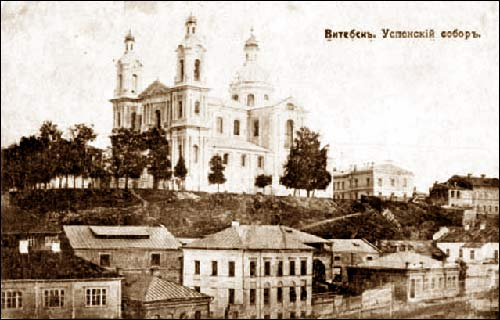
Открытка начала XX в.

## Население
В конце 1835 года в Витебске считалось жителей 17 861, из них мужчин 9818, женщин 8043. В 1834 году считалось здесь евреев 3526 мужского пола.
По данным Первой Всеобщей переписи населения Российской империи (1897 года) из 65 871 жителя города еврейский язык (идиш) назвали родным 33 455 чел. (50,8 % всех жителей города), великорусский (русский) язык — 19 024 чел. (28,9 %), белорусский язык — 8037 чел. (12,2 %), польский язык — 3303 чел. (5 %), немецкий язык — 970 чел. (1,5 %), латышский язык — 771 чел. (1,2 %).
Численность населения — 358 927 человек (на 1 января 2025 года).
Численность населения составляет — 359 148 человек (на 1 января 2023 года).
На 1 января 2022 года в Витебске проживало 360 419 человек, что делает город 3-м по численности населения в Беларуси. Наиболее интенсивно население росло после Великой Отечественной войны, достигнув к 1964 году довоенного уровня.
В 2017 году в Витебске родилось 3468 и умерло 3770 человек. Коэффициент рождаемости — 9,4 на 1000 человек (средний показатель по Витебской области — 9,6, по стране — 10,8), коэффициент смертности — 10,2 на 1000 человек (средний показатель по Витебской области — 14,4, по стране — 12,6). По численности родившихся в 2017 году Витебск находится на последнем месте среди всех областных центров страны, по численности умерших — на 3-м месте после Минска и Гомеля. Коэффициент рождаемости в Витебске самый низкий среди всех областных центров, коэффициент смертности населения — самый высокий.
| Период    | 1808  | 1825  | 1860  | 1897     | 1920     | 1926     | 1939  | 1944  | 1955  | 1959  |
| --------- | ----- | ----- | ----- | -------- | -------- | -------- | ----- | ----- | ----- | ----- |
| Тыс. чел. | 10,5  | 16,9  | 29,5  | 65,9     | 82,5     | 98,8     | 167,3 | 104,8 | 129,8 | 148,3 |
| Период    | 1970  | 1979  | 1986  | 1989     | 1998     | 2008     | 2009  | 2014  | 2018  | 2019  |
| Тыс. чел. | 230,8 | 300,8 | 346,5 | 350      | 358,4    | 350,9    | 353,0 | 364,6 | 366,4 | 365,4 |
| Период    | 2020  | 2021  | 2022  | 2023     | 2024     | 2025     |       |       |       |       |
| Тыс. чел. |       |       |       | ↘359 148 | ↘358 395 | ↗358 927 |       |       |       |       |

| Национальный состав по переписи 2019 года | Национальный состав по переписи 2019 года | Национальный состав по переписи 2019 года | Национальный состав по переписи 2019 года | Национальный состав по переписи 2019 года | Национальный состав по переписи 2019 года | Национальный состав по переписи 2019 года | Национальный состав по переписи 2019 года | Национальный состав по переписи 2019 года | Национальный состав по переписи 2019 года | Национальный состав по переписи 2019 года |
| Всего (2019)                              | белорусы                                  | белорусы                                  | русские                                   | русские                                   | украинцы                                  | украинцы                                  | поляки                                    | поляки                                    | евреи                                     | евреи                                     |
| ----------------------------------------- | ----------------------------------------- | ----------------------------------------- | ----------------------------------------- | ----------------------------------------- | ----------------------------------------- | ----------------------------------------- | ----------------------------------------- | ----------------------------------------- | ----------------------------------------- | ----------------------------------------- |
| 364 674                                   | 285 562                                   | 78,31 %                                   | 59 690                                    | 16,37 %                                   | 5901                                      | 1,62 %                                    | 1474                                      | 0,40 %                                    | 912                                       | 0,25 %                                    |
| 364 674                                   | туркмены                                  | туркмены                                  | татары                                    | татары                                    | литовцы                                   | литовцы                                   | армяне                                    | армяне                                    | цыгане                                    | цыгане                                    |
| 364 674                                   | 886                                       | 0,24 %                                    | 408                                       | 0,11 %                                    | 366                                       | 0,10 %                                    | 315                                       | 0,09 %                                    | 303                                       | 0,08 %                                    |
|                                           |                                           |                                           |                                           |                                           |                                           |                                           |                                           |                                           |                                           |                                           |
| Национальный состав по переписи 2009 года |                                           |                                           |                                           |                                           |                                           |                                           |                                           |                                           |                                           |                                           |
| Всего (2009)                              | белорусы                                  | белорусы                                  | русские                                   | русские                                   | поляки                                    | поляки                                    | украинцы                                  | украинцы                                  | евреи                                     | евреи                                     |
| 347 928                                   | 279 978                                   | 80,47 %                                   | 44 084                                    | 12,67 %                                   | 1015                                      | 0,29 %                                    | 4571                                      | 1,31 %                                    | 1310                                      | 0,38 %                                    |
| 347 928                                   | армяне                                    | армяне                                    | татары                                    | татары                                    | цыгане                                    | цыгане                                    | азербайджанцы                             | азербайджанцы                             | литовцы                                   | литовцы                                   |
| 347 928                                   | 337                                       | 0,1 %                                     | 198                                       | 0,06 %                                    | 302                                       | 0,09 %                                    | 201                                       | 0,06 %                                    | 117                                       | 0,03 %                                    |

По результатам переписи 2019 года в Витебске разговорный язык (язык общения): русский — 348 365 чел. (95 % населения города), белорусский — 7 458 чел. (2 % населения города).

## Религия
В городе зарегистрировано 86 религиозных общин 16 конфессий, в том числе:
- 49 общин Белорусского экзархата Русской православной церкви
- 6 общин Римско-католической церкви
- 2 общины Белорусской греко-католической (униатской) церкви
- 2 общины старообрядцев
- а также общины евангелическо-лютеранской церкви, христиан веры евангельской, евангельских христиан-баптистов, адвентистов седьмого дня и других протестантских церквей, иудаистские общины, община кришнаитов, община бахаи, община мормонов, община свидетелей Иеговы[35]

## Физико-географическая характеристика
Витебск расположен на берегах реки Западной Двины и её притоков Витьбы и Лучосы. Город находится на холмистой местности, в западной части Витебской возвышенности, прорезанной оврагами, глубиной 10—12 м, местами до 40 м. Колебания высот в черте города составляют около 80 м.

### Климат
Климат умеренно-континентальный — как и в других городах Беларуси, но немного суровее, что обусловлено его расположением на севере страны. Зимой циклоны приносят потепления, а летом — прохладу и дожди. Зима в целом пасмурная, лето умеренно-тёплое и влажное. Осенью погода обычно холодная, сырая и ветреная, а весной довольно переменчивая: в целом теплеет, но иногда возвращаются холода. Средняя температура зимой составляет −8 °C, летом — +17… +20 °C.
| Показатель                    | Янв.  | Фев.  | Март  | Апр.  | Май  | Июнь | Июль | Авг. | Сен. | Окт. | Нояб. | Дек. | Год   |
| ----------------------------- | ----- | ----- | ----- | ----- | ---- | ---- | ---- | ---- | ---- | ---- | ----- | ---- | ----- |
| Абсолютный максимум, °C       | 10,4  | 10,9  | 18,1  | 28,5  | 31,3 | 33,2 | 34,7 | 37,8 | 30,1 | 24,6 | 15    | 10,7 | 37,8  |
| Средний суточный максимум, °C | −2,9  | −2,6  | 2,9   | 11,6  | 18,5 | 21,4 | 23,5 | 22,2 | 16,2 | 9,5  | 2,3   | −2   | 10,1  |
| Средняя температура, °C       | −5,3  | −5,5  | −0,6  | 6,8   | 13,1 | 16,4 | 18,4 | 17   | 11,6 | 6,1  | −0,1  | −4,2 | 6,1   |
| Средний суточный минимум, °C  | −7,7  | −8,5  | −3,9  | 2,5   | 7,9  | 11,6 | 13,6 | 12,3 | 7,7  | 3,3  | −1,9  | −6,5 | 2,5   |
| Абсолютный минимум, °C        | −36,1 | −38,9 | −27,8 | −13,9 | −4   | −1,6 | 4    | 1    | −4   | −15  | −24   | −35  | −38,9 |
| Норма осадков, мм             | 51    | 45    | 46    | 36    | 57   | 86   | 82   | 83   | 66   | 62   | 55    | 55   | 724   |
| Источник: Погода и Климат     |       |       |       |       |      |      |      |      |      |      |       |      |       |

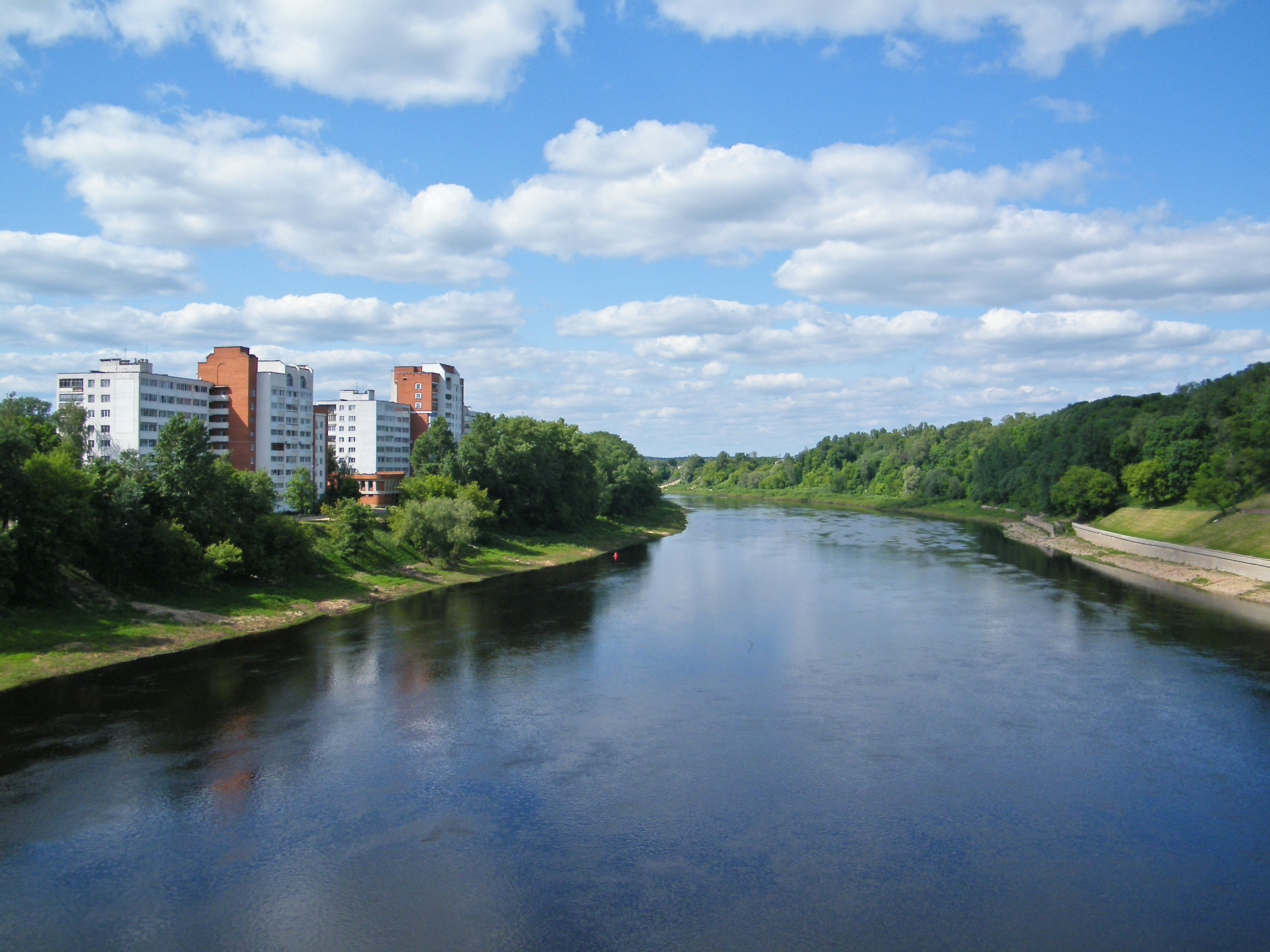
Вид на Западную Двину с Кировского моста
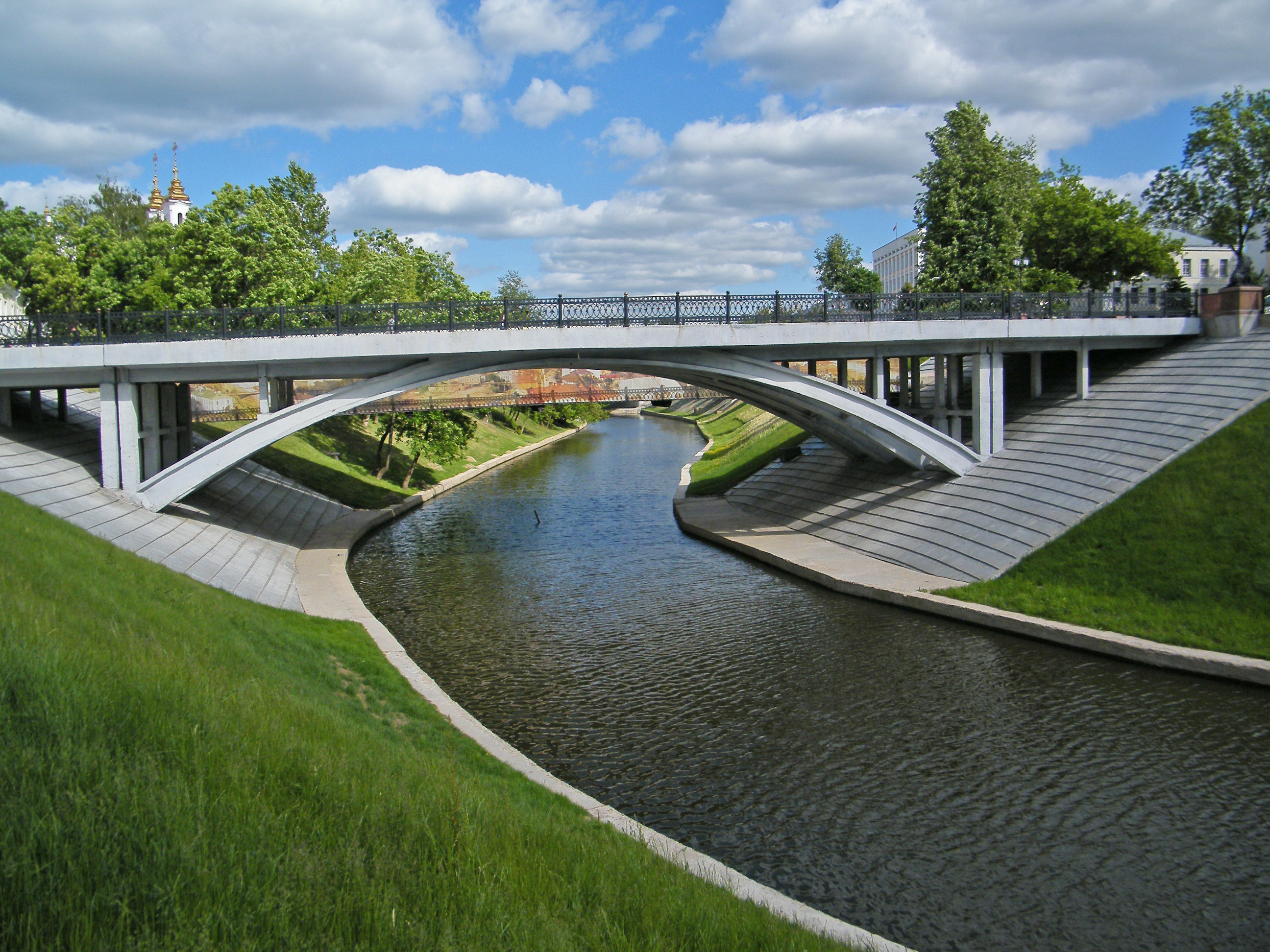
Река Витьба у Пушкинского моста
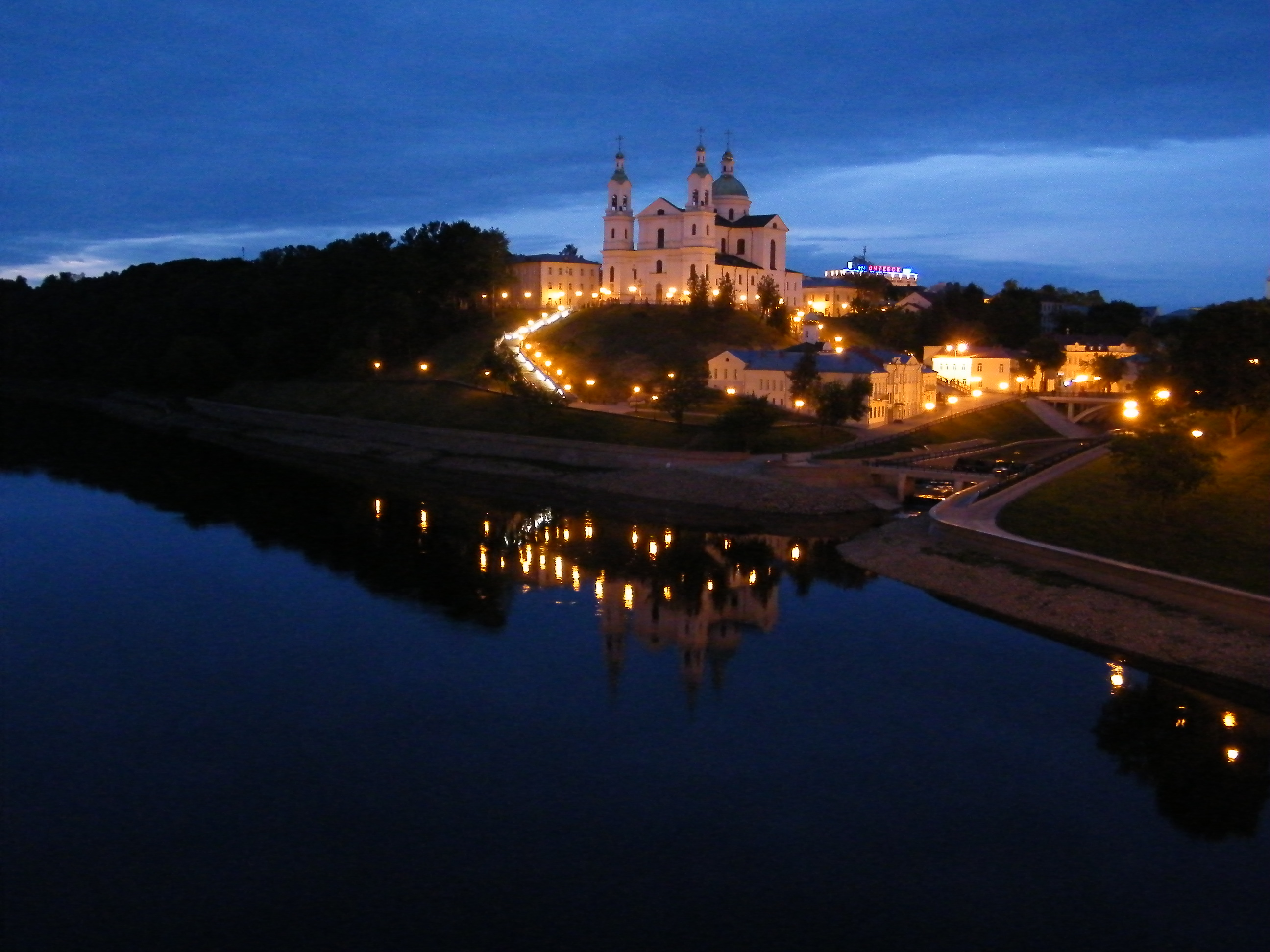
Вечер над Западной Двиной

### Возвышенности
Витебск расположен на нескольких возвышенностях, которые испокон веков зовутся горожанами «горами». Самые известные:
- Духовская гора
- Замковая гора
- Кстовская гора
- Остро-Спасская гора
- Плоская гора
- Успенская гора
- Юрьева горка

## Органы власти
Витебский городской Совет депутатов является местным представительным органом власти. Жители города избирают в Совет по одномандатным округам 40 депутатов сроком на 4 года. Депутаты из своего состава избирают президиум в составе председателя горсовета, его заместителей и председателей постоянных комиссий.
Исполнительная власть в Витебске представлена Витебским городским исполнительным комитетом (Витгорисполком), председатель которого назначается Президентом и утверждается депутатами городского Совета.

## Административно-территориальное устройство
В административном отношении город разделён на три района: Железнодорожный, Октябрьский и Первомайский.

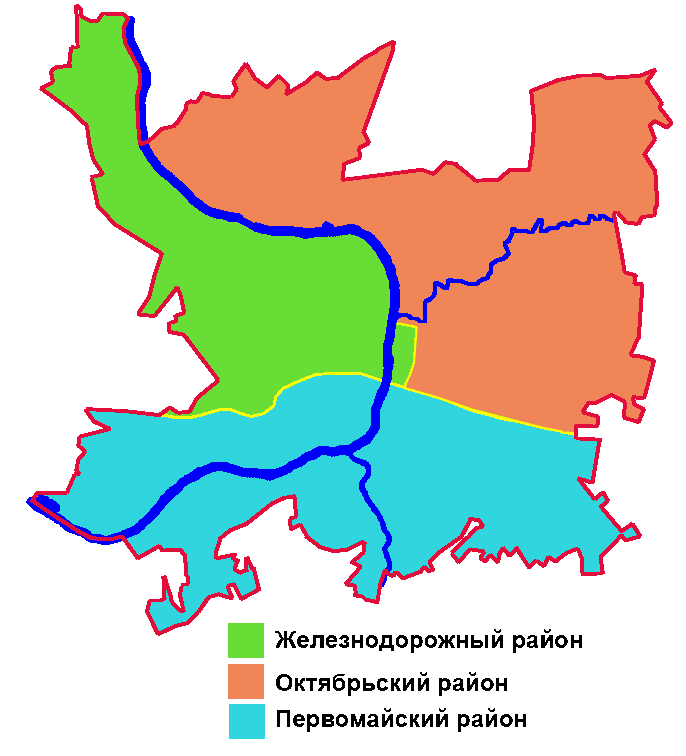
Административное деление Витебска
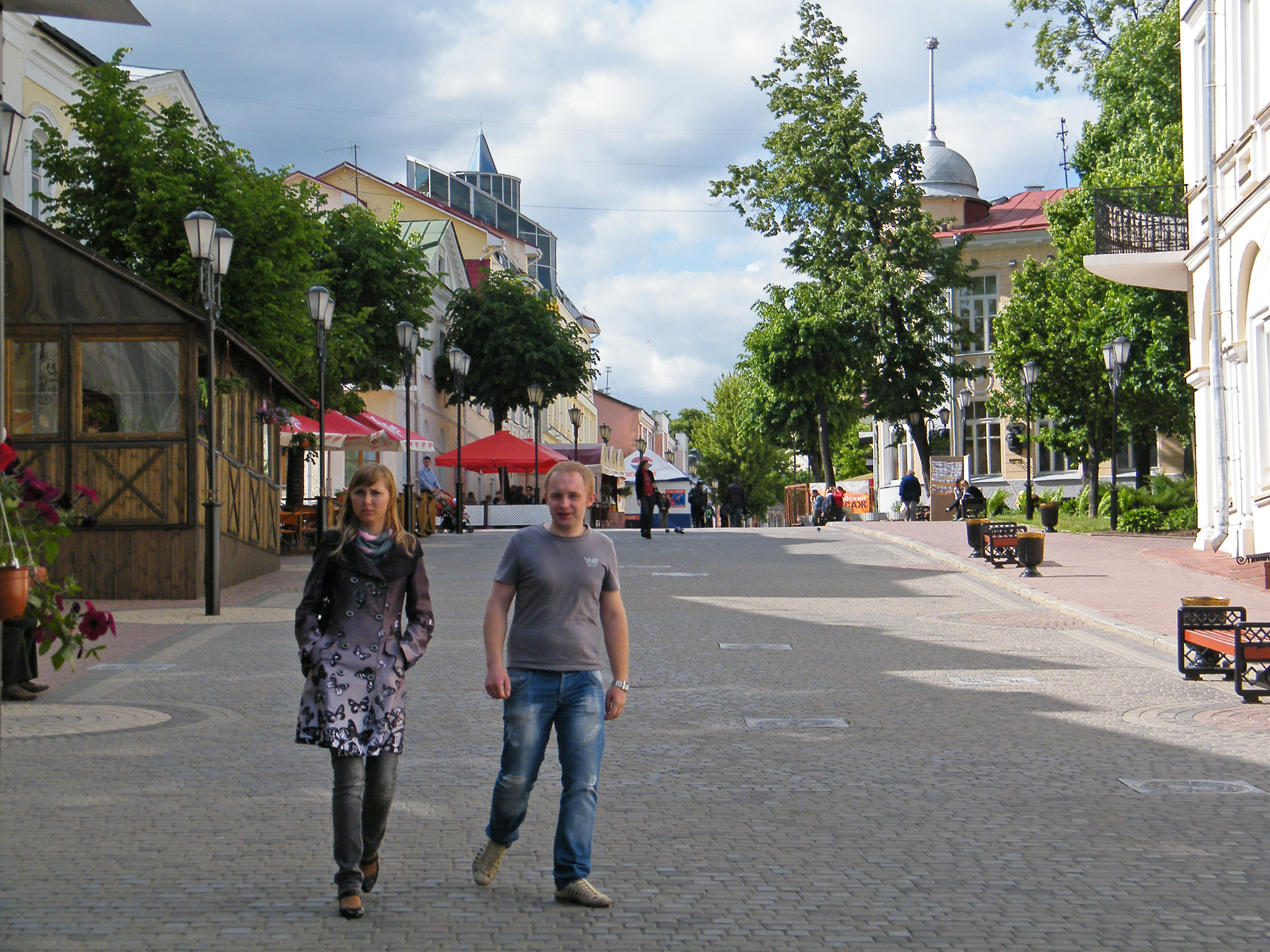
Пешеходная зона в центре города
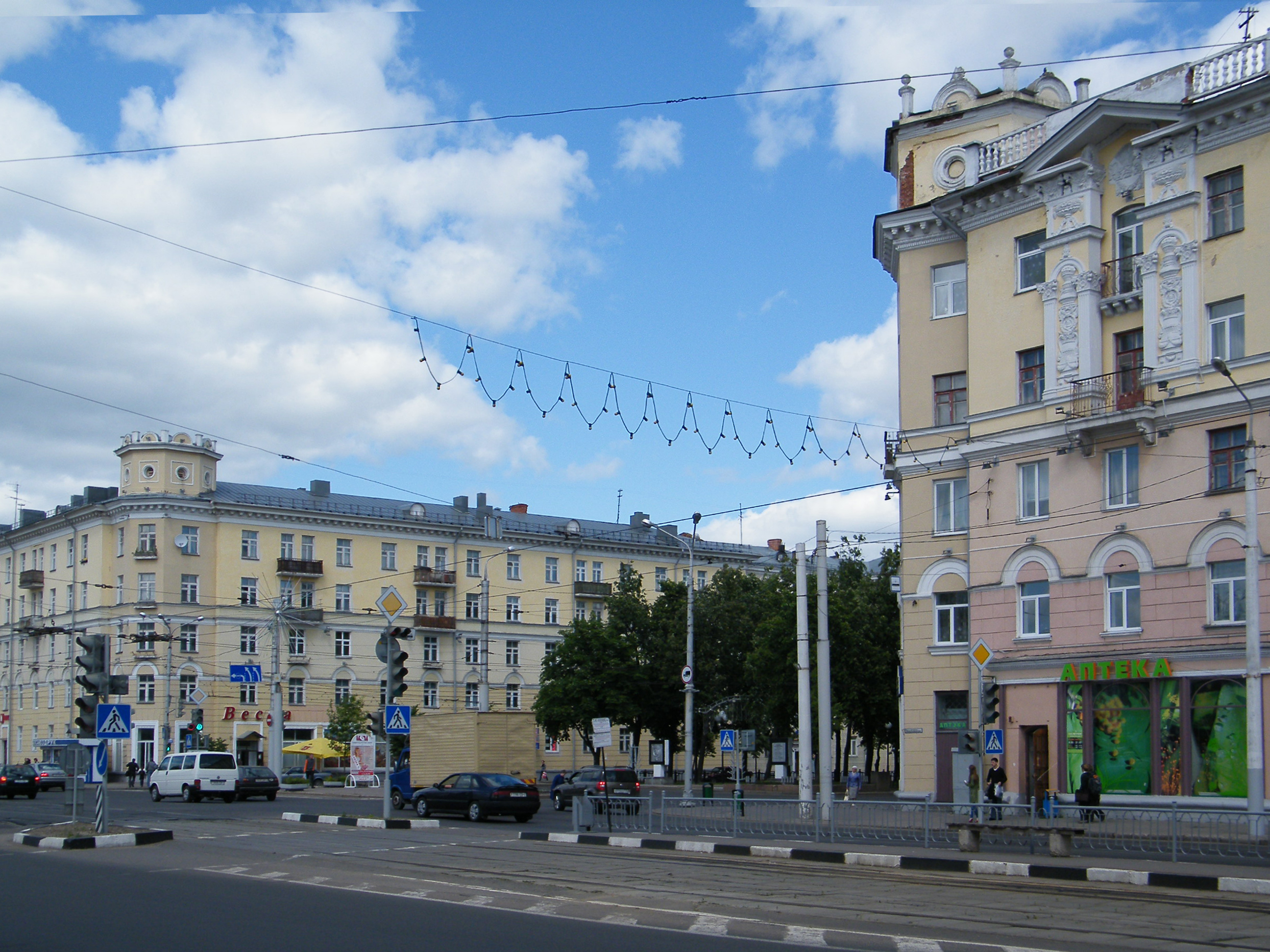
Советская застройка Железнодорожного района
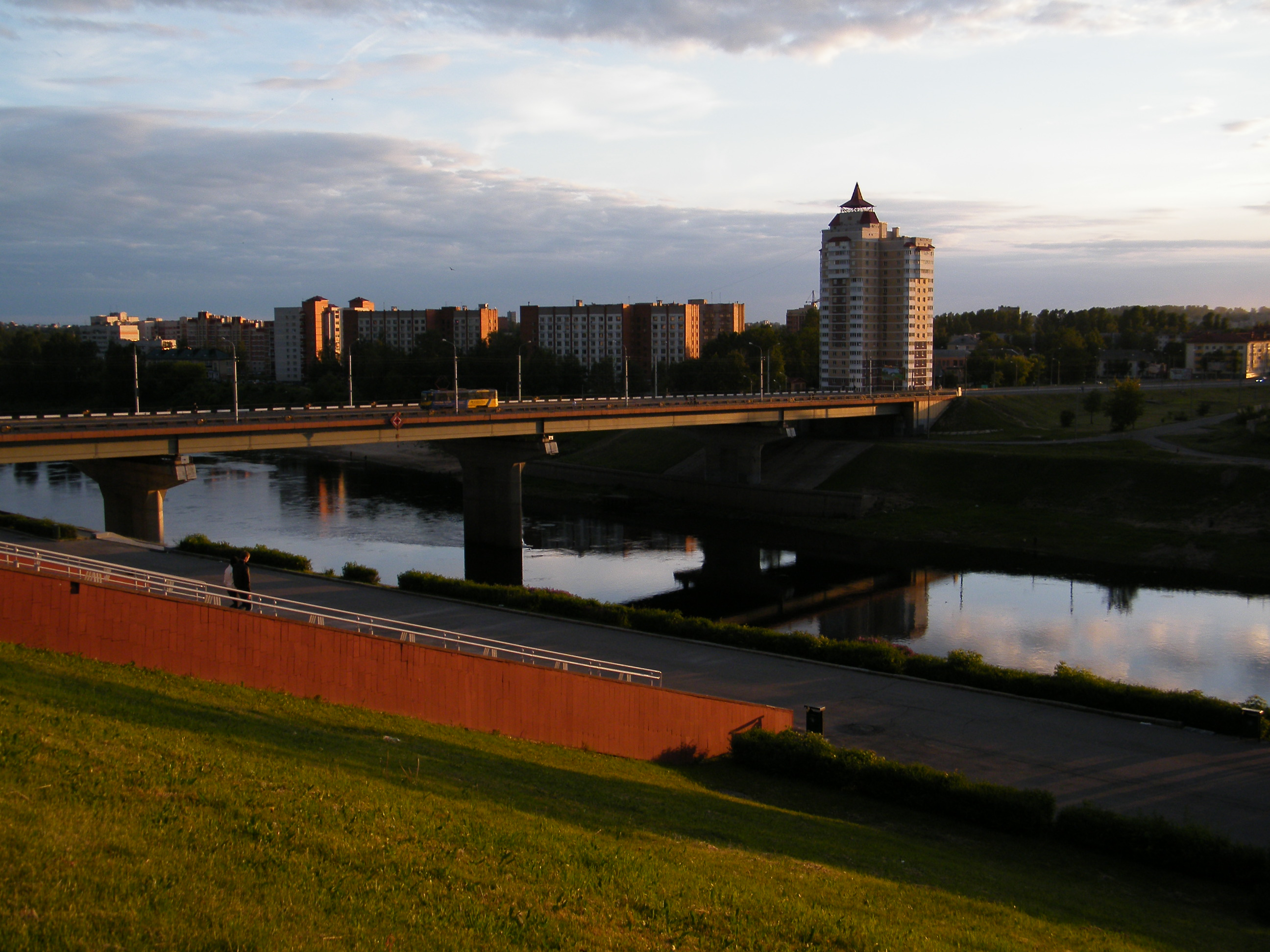
Новостройки Первомайского района

## Экономика
Среднемесячная номинальная начисленная заработная плата (до вычета подоходного налога и некоторых отчислений) в 2025 году в Витебске составила 2 289,1 руб. Средняя зарплата в Витебске — самая низкая среди областных центров республики. Город занимает 20-е место по уровню заработной платы среди 129 районов и городов областного подчинения Республики Беларусь и 2-е место в Витебской области после Новополоцка (2 401,1 руб.).

### Промышленность
Промышленный потенциал насчитывает более 300 предприятий машиностроительной, металлообрабатывающей, лёгкой и пищевой промышленности, производства электроприборов, строительных материалов и деревообработки.
За пределами республики известна продукция предприятий: Витязь, Белвест, Витьба, Марко.
В 2021 году Совет Министров Республики Беларусь признал 8 предприятий Витебска градообразующими: «Витебскдрев», «Витебские ковры», Витебский маслоэкстракционный завод, Витебский мясокомбинат, «Витязь», «Доломит», Конструкторское бюро «Дисплей», ОАО «Молоко». Ранее одним из градообразующих предприятий называлось трикотажно-швейное ОАО «КИМ» (банкрот).
Крупнейшие предприятия:
Машиностроительная (в том числе станкостроение) и металлообрабатывающая отрасль:
ОАО завод «Визас» (с 2021 года находится в стадии ликвидации), ОАО «Вистан»,
ОАО «Витебский завод электроизмерительных приборов»,
ОАО «Витебский приборостроительный завод»,
ОАО «Витязь»,
ОАО Витебский завод радиодеталей «Монолит»,
ОАО «Завод „Эвистор“»,
ООО «ПО „Энергокомплект“»,
ООО «СоюзКабель»,
ОАО «Витебский мотороремонтный завод»,
«Витебский опытно-экспериментальный завод»,
РУП «БЕЛТЭИ»,
ОАО «Витебский завод тракторных запчастей».
До 2002 года действовал Витебский станкостроительный завод имени Коминтерна (юридически присоединён к заводу «Вистан», снесён).
Лёгкая промышленность:
ОАО «Знамя Индустриализации», ОАО «Витебский комбинат шёлковых тканей», ОАО «Витебские ковры», СООО «Марко», СООО «Белвест», ОАО «Красный Октябрь», УП «Витебский меховой комбинат». 

В 2012 году была ликвидирована текстильная фабрика (КУПП «Виттекс»).
В 2015 году — ОАО «КИМ».
Пищевая промышленность:
ОАО «Витебский мясокомбинат», ОАО «Молоко», РУПП «Витебскхлебпром», КПУП «Кондитерская фабрика „Витьба“», ОАО «Витебский маслоэкстракционный завод», ОАО «Витебский ликёроводочный завод „Придвинье“», СООО «Двинский бровар».
Производители строительных материалов:
ОАО «Доломит», ОАО «Керамика», Завод крупнопанельного домостроения РУП «Витебский домостроительный комбинат».
Лесная и деревообрабатывающая промышленность:
ОАО «Витебскдрев», ОАО «Витебсклес».
За 2009 год предприятиями города произведено промышленной продукции в фактических отпускных ценах (с учётом давальческого сырья) на сумму 2,966 трлн рублей.
По данным инспекции Министерства по налогам и сборам Республики Беларусь по Витебской области, пятью крупнейшими налогоплательщиками Витебска за январь — август 2018 года были РУП «Витебскэнерго», УП «Витебскоблгаз», СООО «Белвест», ОАО «Витебский ликёро-водочный завод „Придвинье“», Витебский филиал РУП «Белтелеком».

### Энергетика
В 1898 году в Витебске была построена первая электростанция, предназначенная для снабжения трамвайной системы. В 1954 году была введена в эксплуатацию первая очередь Витебской ТЭЦ, в 1961 году — её вторая очередь. Установленная электрическая мощность первой очереди ТЭЦ составляла 6,3 МВт, второй очереди — 50 МВт. В 1980-е годы в Витебске планировалось построить атомную станцию теплоснабжения для снабжения города тепловой энергией путём использованием ядерной энергии, что было обусловлено стремлением высвободить большие объёмы органического топлива для экспорта и переработки. Планировалось построить атомную станцию упрощённой конструкции из двух блоков общей мощностью 860 Гкал/ч, введя её в эксплуатацию в 1995 году или позднее. К концу 1985 года для строительства атомной станции были утверждены две возможные площадки в нескольких километрах от города, но после катастрофы на Чернобыльской АЭС от проекта отказались.
В 2017 году запущена в эксплуатацию Витебская ГЭС на реке Западная Двина с 4 гидрогенераторами по 10 МВт (всего — 40 МВт; ежегодно вырабатывает около 138 млн кВт·ч). Запуск ГЭС негативно отразился на работе предприятия по производству доломитовой муки ОАО «Доломит»: из-за повышения уровня воды в реке незапланированно большие объёмы воды начали просачиваться в карьеры предприятия.
По состоянию на 2023 год установленная электрическая мощность Витебской ТЭЦ составляла 80 МВт (ежегодно вырабатывает от 245 до 285 млн кВт·ч). Помимо электроэнергии, ТЭЦ может производить 480 Гкал/ч тепловой энергии (ежегодно отпускает потребителям от 615 до 705 тыс. Гкал тепловой энергии). По состоянию на 2020 год, в городе располагалось 10 подстанций 110/10 кВ, 110/35/10 кВ и 110/10/6 кВ, ещё 22 подстанции были расположены в Витебском районе. Основная связь с Белорусской энергосистемой обеспечивается подстанцией «Витебская» 330/110/10 кВ с тремя автотрансформаторами, расположенной возле агрогородка Копти. Выработку тепловой энергии, помимо Витебской ТЭЦ, осуществляют три объекта «Витебских тепловых сетей» — мини-ТЭЦ «Восточная» (установленная электрическая мощность — 3,5 МВт, тепловая мощность — 438 Гкал/ч) и 2 котельных — «Лучёса» и «Северная». Протяжённость тепловых сетей в однотрубном исчислении на балансе «Витебских тепловых сетей» составляет более 522 км, действует 8 подкачивающих насосных станций.

## Жильё
За 2000—2017 годы общая площадь жилищного фонда города выросла с 6376,1 тыс. м² до 8441,9 тыс. м² (на 32 %), обеспеченность населения жильём — с 18,7 до 22,3 м² на человека. По общей площади жилого фонда город с незначительным отставанием занимает последнее место среди областных центров Республики Беларусь, по обеспеченности жильём — предпоследнее, опережая Гомель (20,1 м² на человека).
В 2014 году цены на жилую недвижимость в Витебске были самыми высокими из крупных городов страны после Минска и превышали 1000 долларов за 1 м². В 2025 году средняя цена 1 м² жилья составляла 860 долларов. По этому показателю Витебск более чем вдвое уступает Минску, немного — Бресту, Гродно, Солигорску и Молодечно, и находится на одном уровне с Гомелем и Могилёвом.

## Транспорт
В городе работают трамваи, троллейбусы, автобусы, электробусы. Функционирует речной транспорт. Расположены железнодорожная станция, международный аэропорт.
Первая в Беларуси трамвайная система, единственной в БССР оставалась до 1929 года, пока не была открыта система трамвая в Минске; 5-я в Российской империи. Витебский трамвай был введён в эксплуатацию 1898 году, на год раньше, чем в Москве и на 9 лет раньше, чем в Санкт-Петербурге. До 2020 года являлась крупнейшей трамвайной системой в Беларуси (по длине контактной сети и по общей длине маршрутов), в июле 2020 года было объявлено о демонтаже трамвайных линий на крупном участке на северо-востоке города.
От станции Витебск ходит много поездов дальнего следования во все крупные города Беларуси, в крупные российские города, включая Москву и Санкт-Петербург. Пригородные поезда ходят в Полоцк, Оршу, Езерище и Рудню.
|                  |                   |                      |
| Витебский вокзал | Витебский трамвай | Витебский троллейбус |

## Наука и образование
В XIV—XVIII веках при православных, католических и протестантских храмах и монастырях существовали школы, иезуитский и пиарский (1775) коллегии, действовали православные братства, базилианские школы и др. Во 2-й половине XVI века кальвинистами было основано училище. С 1641 до 1820 года действовал Витебский иезуитский коллегиум. В конце XVIII — начале XIX веков римско-католические ордена открывали женские школы и пансионаты.
После присоединения территории современной Беларуси к Российской империи в конце XVIII века в Витебске были открыты русские школы, училища, гимназии. Первая русская школа открыта в конце 1770-х годов (в 1784 году в ней обучалось 76 детей). Мужская гимназия была открыта в 1808 году, а 6 (18) сентября 1834 года в Витебске была открыта Семинария для подготовки приходских учителей. В 1870 году в Витебске была открыта также Мариинская женская гимназия. С 1872 года медицинских работников средней квалификации готовила Витебская фельдшерская школа. В 1890 году открыта духовная семинария, а в 1902 году — епархиальное женское училище. К 1891 году в Витебске было 22 учебных заведения, в которых занималось около 3500 учащихся. В 1905 году открыта также женская Алексеевская, в 1906 году — частная мужская гимназия Неруша.
Научно-исследовательский экономический институт Министерства экономики и Институт технической акустики Национальной академии наук представляют научно-исследовательские учреждения Витебска.
В городе расположены 5 высших учебных заведений:
- Витебский государственный университет имени П. М. Машерова (ВГУ)
- Витебский государственный технологический университет (ВГТУ)
- Витебский государственный ордена "Дружбы Народов" медицинский университет (ВГМУ)
- Витебская ордена "Знак Почёта" государственная академия ветеринарной медицины (ВГАВМ)
- Международного университета «МИТСО» Витебский филиал

В городе расположено высшее духовное учебное заведение:
- Витебская духовная семинария

Средние специальные учебные заведения:
- Витебский государственный колледж электротехники
- Витебский государственный технический колледж
- Витебский филиал "Белорусский государственный технологический университет"
- Витебский государственный колледж лёгкой промышленности и технологий
- Витебский государственный индустриальный колледж
- Витебский филиал УО «Белорусская государственная академия связи»
- Витебский государственный музыкальный колледж имени И. И. Соллертинского
- Витебский государственный медицинский колледж имени И.П.Антонова
- Витебский государственный колледж культуры и искусств
- Витебский государственный индустриально-технологический колледж
- Витебское государственное училище олимпийского резерва
- Витебский государственный аграрно-технический колледж
- Аграрный колледж УО "Витебская ордена "Знак Почёта" государственная академия ветеринарной медицины"

По состоянию на июль 2021 года действуют 49 общеобразовательных школ и гимназий (есть со специализированными классами по изучению китайского языка), 13 учреждений профессионально-технического, среднего специального образования.
Гимназий: 8, средних школ: 46, вспомогательных школ: 1, школ-интернатов: 1, кадетских училищ: 1, училищ олимпийского резерва: 1.

## Культура и искусство

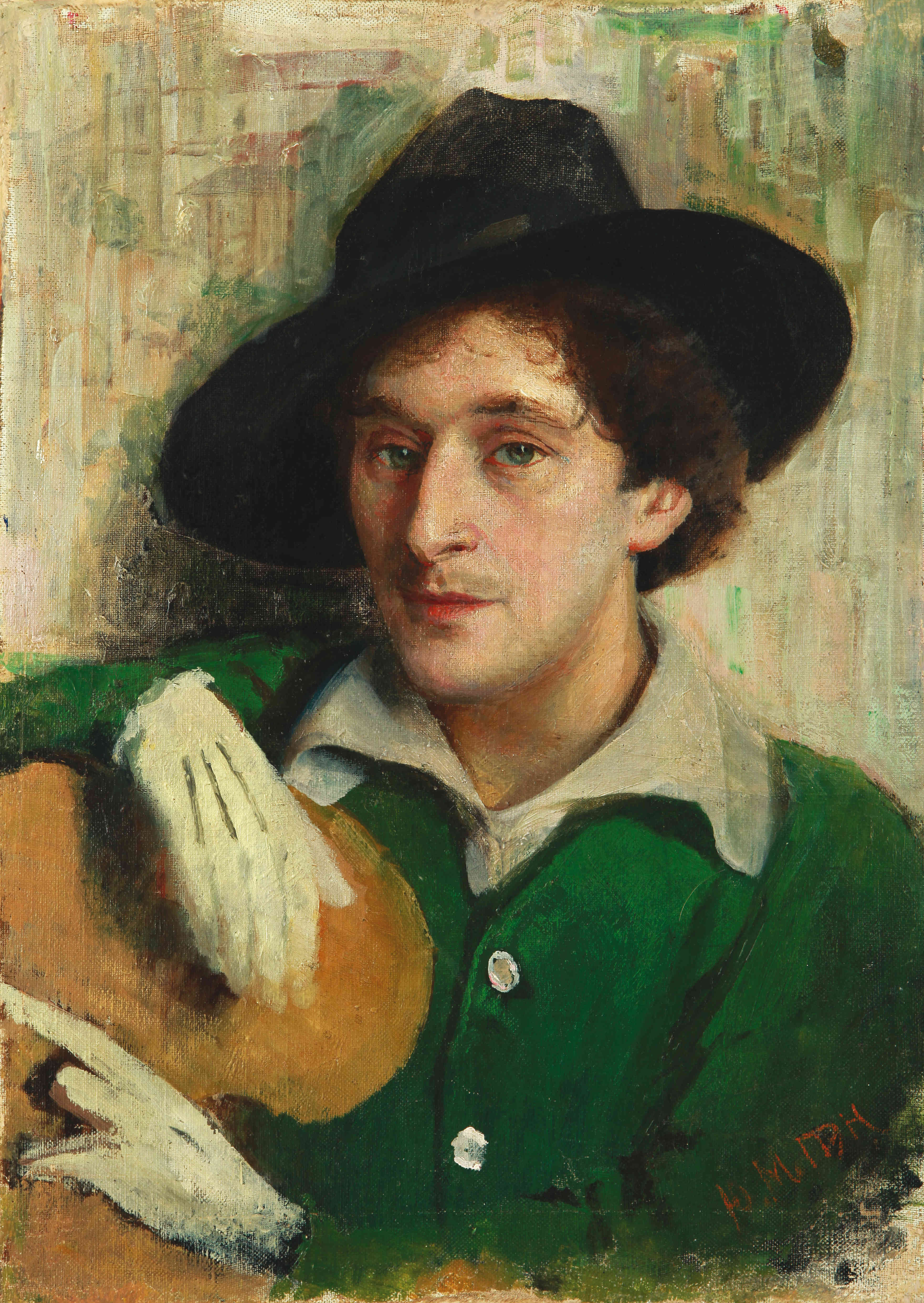
Ю. Пэн. Портрет Марка Шагала (1914)

До 2010 года Витебск являлся Культурной столицей Республики Беларусь.
Расположен ГУ "Культурно-исторический комплекс «Золотое кольцо города Витебска „Двина“».
Функционируют 22 библиотеки.
В городе работают три основных театра: Национальный академический драматический театр имени Якуба Коласа, Белорусский театр кукол «Лялька» и Молодёжный театр «Колесо», а также 2 кинотеатра, уличный кинотеатр.
Работает Витебская областная филармония.
С XVII века в Витебске развилась собственная архитектурная школа деревянного зодчества.

### Искусство
В 1898 году начала работать Витебская школа-мастерская Ю. Пэн.
В начале 1950-х начала работать Витебская школа акварели.
В 1941 году состоялись первая выставка изобразительного искусства Витебска и передвижная выставка графики. Вторая областная выставка произведений художников Витебска и области налажена в 1949 году.
Витебск часто называют «городом художников».

### Музеи
- Учреждение культуры «Витебский областной краеведческий музей»
  - Музей истории частного коллекционирования (пр-т Фрунзе, 13)
  - Музей-усадьба Е. И. Репина «Здравнёво» (расположена в 16 км от Витебска)
  - Самостоятельная экспозиция «Памяти патриотов Витебщины 1941—1945 гг.»
  - Витебский художественный музей
  - Здание бывшего дворца губернатора
- Учреждение культуры «Музей Марка Шагала в Витебске»
  - Дом-музей Марка Шагала
  - Арт-центр Марка Шагала
- Учреждение культуры «Музей „Витебский центр современного искусства“»[59]
  - Арт-пространство «Толстого, 7»
  - Музей истории Витебского народного художественного училища
  - Выставочный зал на улице Генерала Белобородова
  - Выставочный зал на проспекте Фрунзе
  - Музей фотографии имени Сигизмунда Юрковского
- Учреждение культуры «Витебский областной музей Героя Советского Союза М. Ф. Шмырёва»
- Учреждение культуры «Витебский городской музей воинов-интернационалистов»[60]
- Витебский литературный музей

В 2023 году областной краеведческий музей посетили 170 тыс. человек, центр современного искусства — 44,7 тыс. человек, музей Марка Шагала в 2024 году — 55 тыс. человек, музей Миная Шмырёва — 12,1 тыс. человек, музей воинов-интернационалистов — 8,8 тыс. человек.

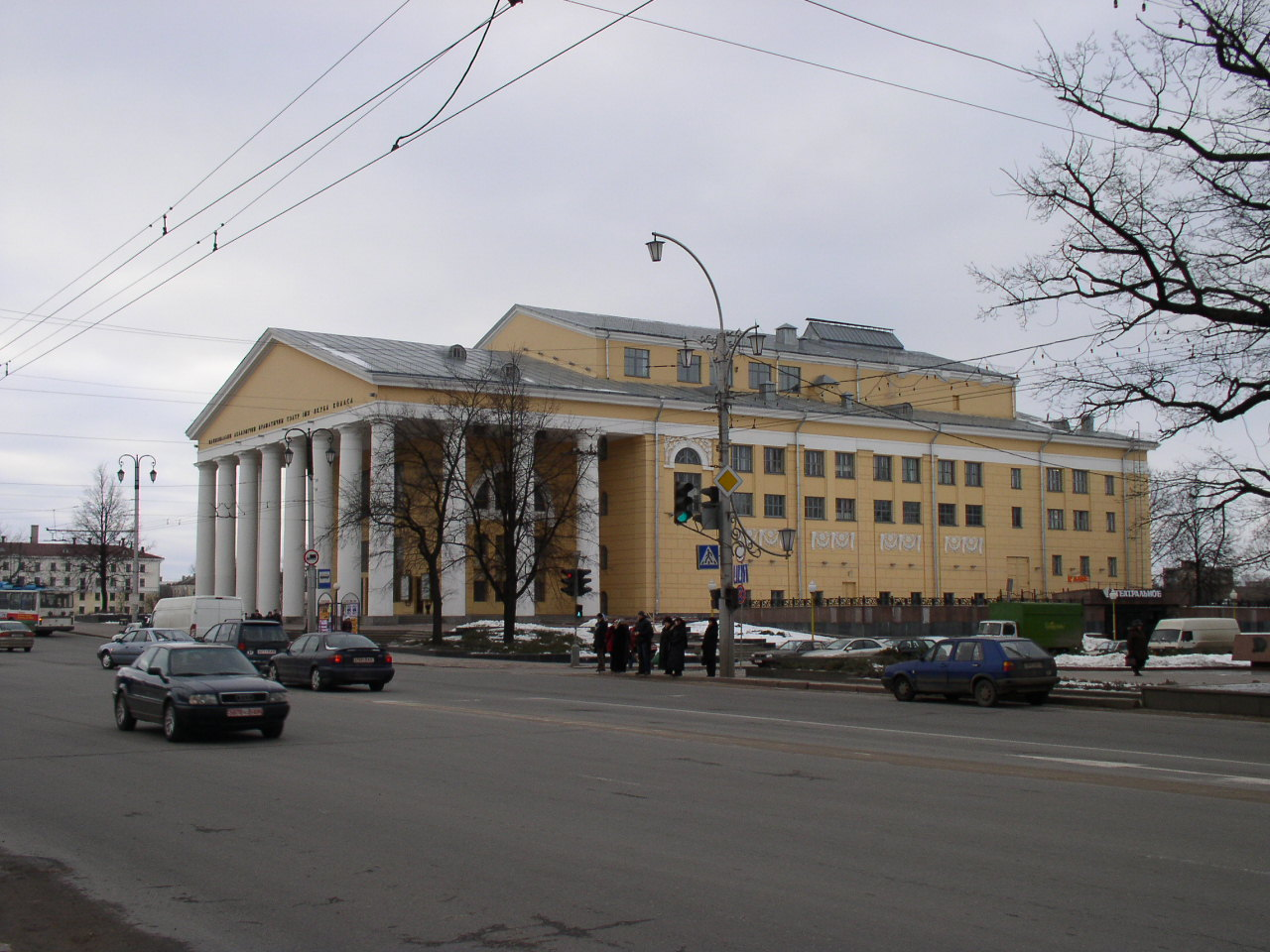
Театр имени Якуба Коласа
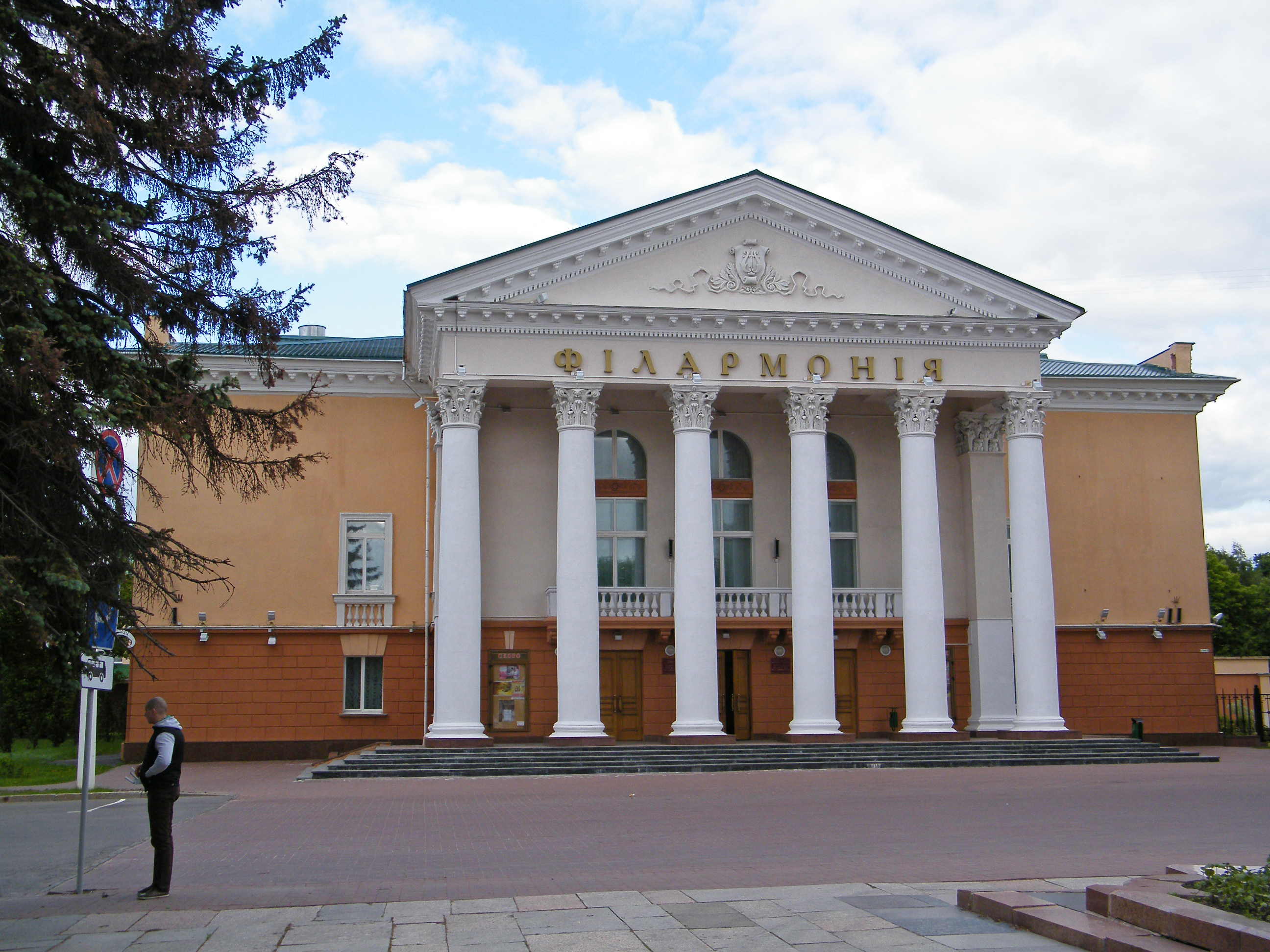
Филармония
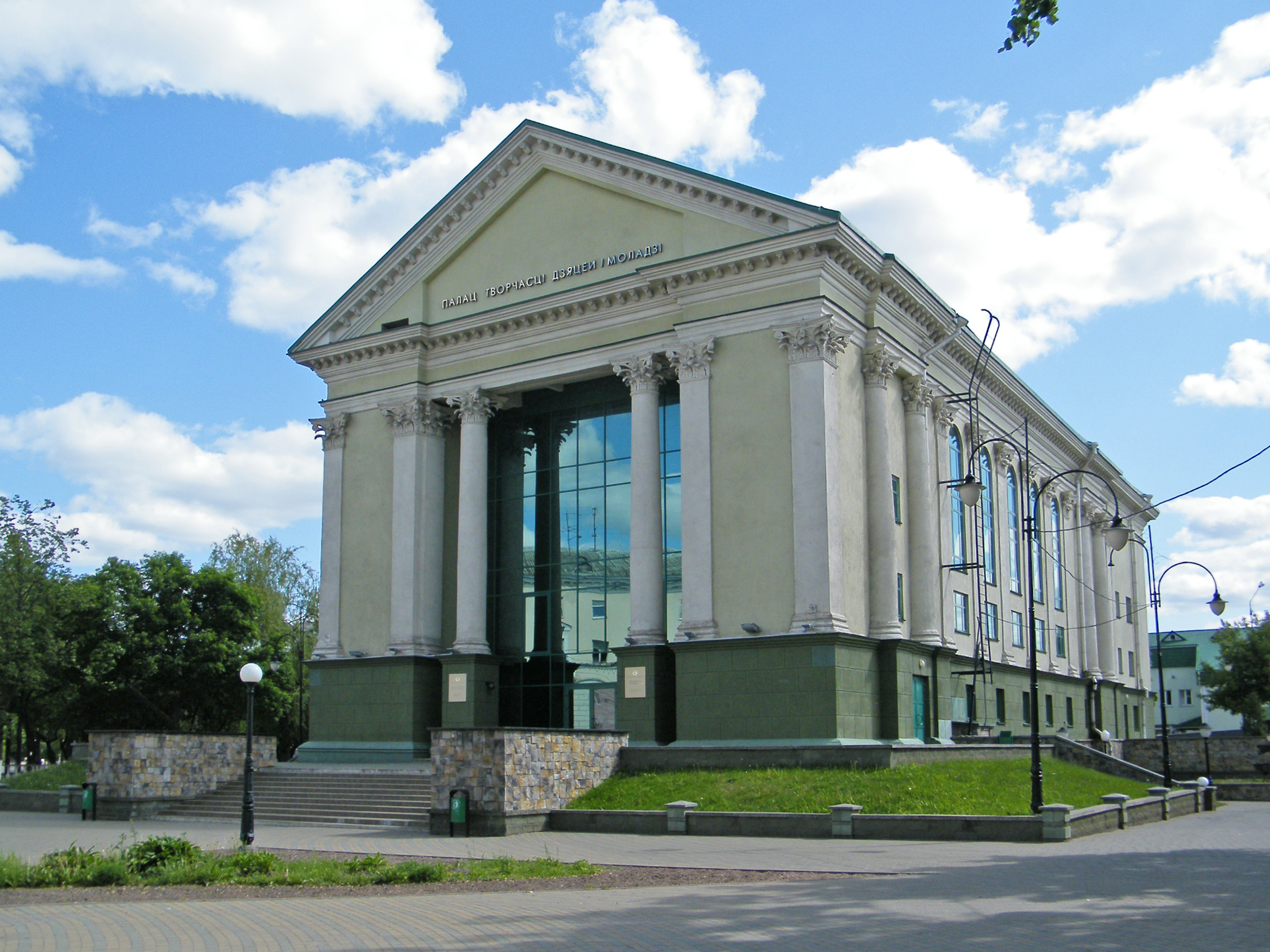
Дворец творчества детей и молодёжи
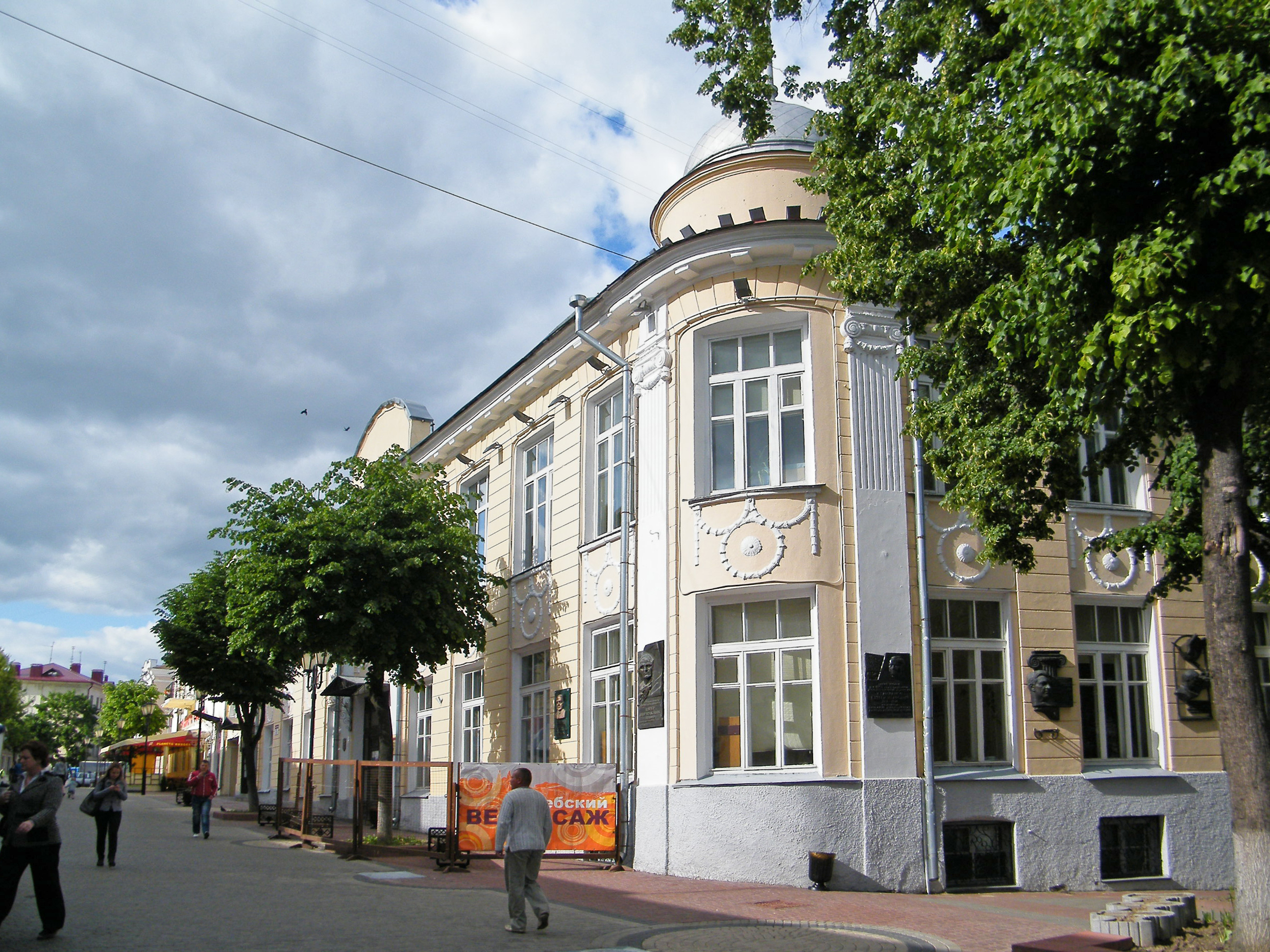
Художественная школа
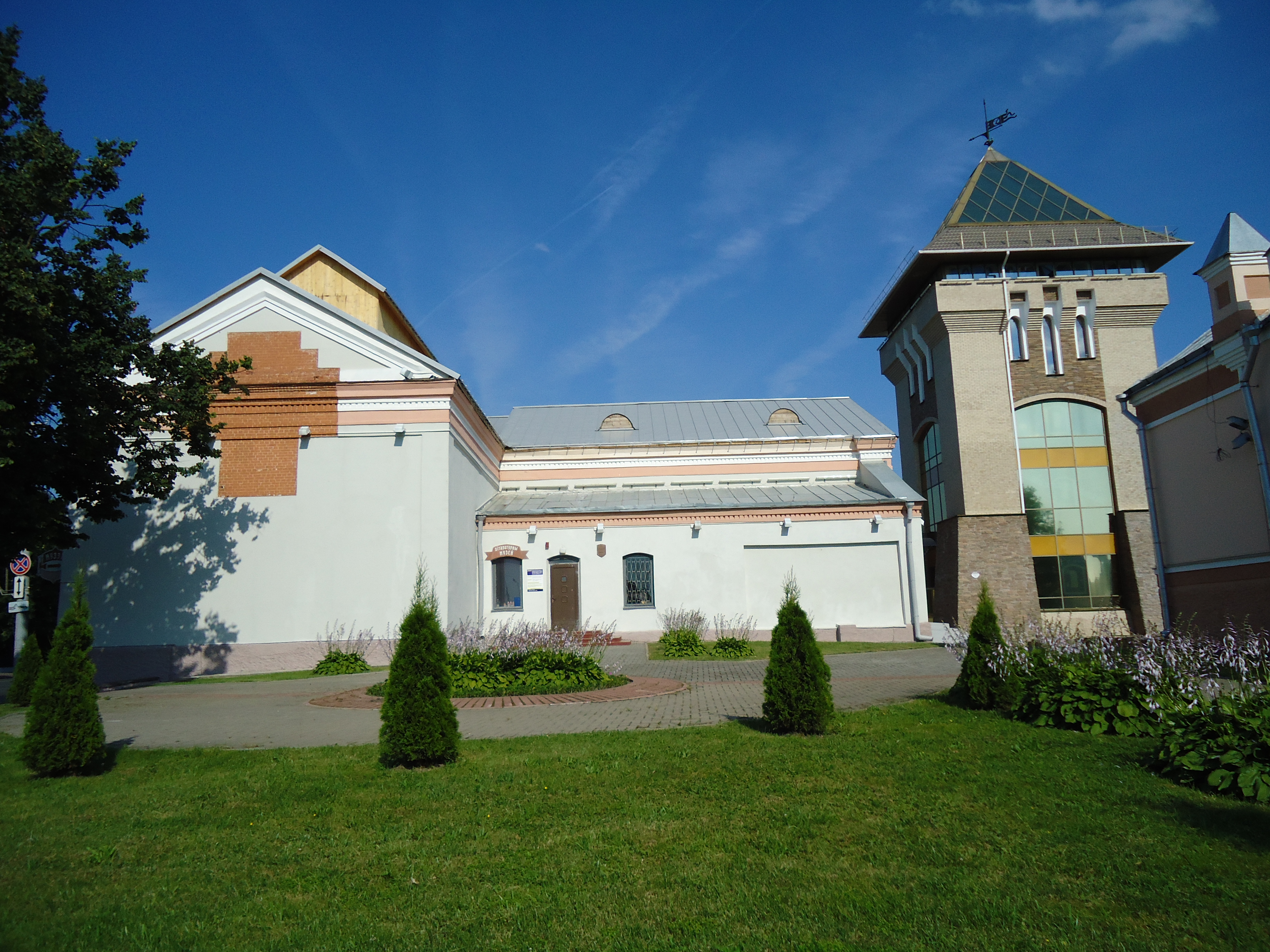
Литературный музей

## Фестивали, события, мероприятия
В городе регулярно проводятся:

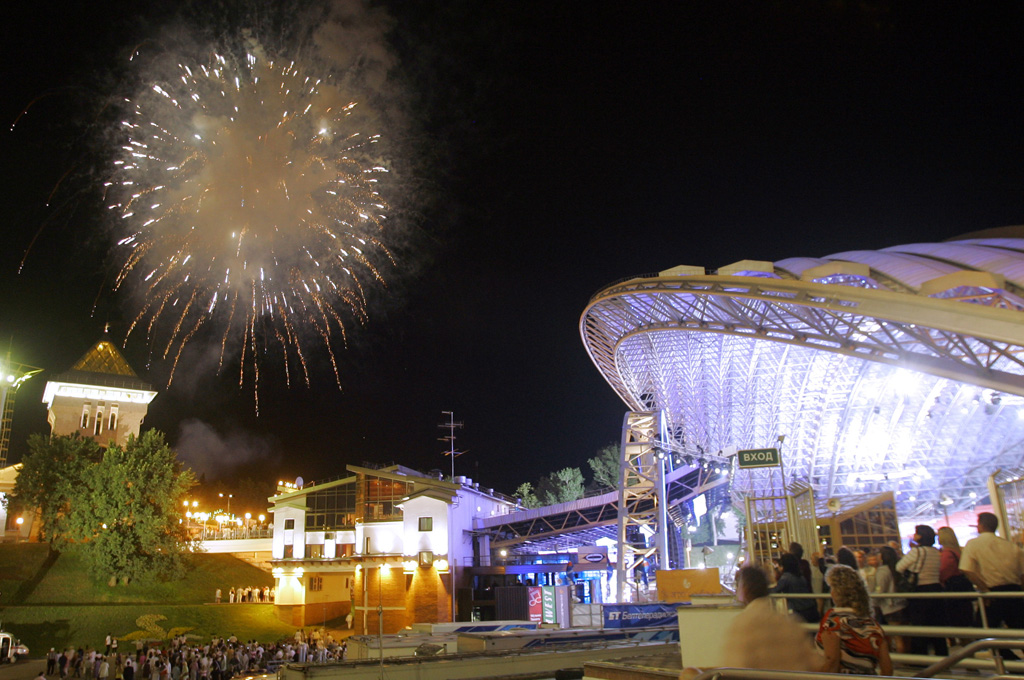
Славянский базар

- Международный фестиваль искусств «Славянский базар в Витебске» (основная площадка — Летний амфитеатр), проходящий каждое лето
- Городской фестиваль-праздник авторской песни «Витебский листопад»[62]
- Конкурс модельеров-дизайнеров «Белая амфора»
- Международный фестиваль современной хореографии IFMC
- Международный турнир по спортивным бальным танцам «Витебская снежинка»
- Международный трайбл-фестиваль «Moon Sensation»
- Международный музыкальный фестиваль имени И. И. Соллертинского
- Международные Шагаловские дни
- Витебский фестиваль детского творчества[63]
- Фестиваль пуримшпилей
- Корпоративный фестиваль ОАО «Газпром» «Факел»
- Фестиваль гитарной музыки «Менестрель»
- Выставка визуальных искусств студентов художественных специальностей высших учебных заведений города Витебска «Арт-сессия»
- Православный фестиваль «Радость»

### События
- В 2009 году в связи с празднованием 65-й годовщины освобождения Республики Беларусь от немецко-фашистских захватчиков и в целях увековечения подвига воинов Красной Армии, партизан и подпольщиков Витебск награждён вымпелом «За мужнасць і стойкасць у гады Вялікай Айчыннай вайны» (Указ Президента Республики Беларусь от 29 июня 2009 года № 355)[64].
- До 2010 года Витебск являлся Культурной столицей Республики Беларусь.
- В 2022 году Витебску присуждён статус «Молодёжная столица Беларуси-2022»[65].
- 11 сентября 2023 года — Республиканская акция «Символ Единства 2023»[66]
- В июне 2024 года Витебск празднует 1050-летие со дня основания города (29 июня) и 80-летие освобождения от немецко-фашистских захватчиков (26 июня)[9].

### Мероприятия
- 24 мая 2019 года Витебск принял эстафету огня II Европейских игр[67]
- В 2020 году прошёл областной фестиваль «Дажынкi»
- 24 ноября 2022 года состоялась VIII научно-практическая конференция «Витебский край: к Году исторической памяти».
- Январь 2023 года — шахматный турнир памяти Героя Советского Союза Льва Доватора
- 5-6 мая 2023 года — открытый Республиканский турнир по греко-римской борьбе памяти Героя Советского Союза Льва Доватора
- 18-19 мая 2023 года — XI Международный экономический форум «Инновации. Инвестиции. Перспективы»[68]
- С 4 по 14 августа 2023 года в Беларуси прошли II Игры стран СНГ 2023[69]. Состязания прошли в 11 городах Беларуси по 20 видам спорта. Витебск определён местом проведения Игр по таиландскому боксу. Место проведения — Летний амфитеатр (Указ Президента Республики Беларусь от 13 мая 2023 года № 134)[70][71].
- Сентябрь 2023 года — XXVIII Открытый областной турнир по греко-римской борьбе на призы серебряного призёра Олимпийских игр 1980 года заслуженного мастера спорта Игоря Каныгина[72]. Место проведения — Витебский центральный спортивный комплекс.

## Славянский базар
Международный фестиваль искусств «Славянский базар» ежегодно проходит в Витебске. Девиз фестиваля «Через искусство — к миру и взаимопониманию!». «Славянский базар» объединяет не только славянский мир, сейчас он объединяет страны и континенты.
В 2009 году состоялось открытие Аллеи лауреатов, удостоенных Специальной награды Президента Республики Беларусь «Через искусство к миру и взаимопониманию».
В 2019 году у иностранных гостей форума впервые появилась возможность приехать на «Славянский базар» без визы — пропуском на границе стал билет на фестиваль. Согласно распоряжению, подписанному главой государства, граждане десятков стран могли въехать во всех пунктах пропуска через Государственную границу Республики Беларусь.

## Архитектура и достопримечательности
В центре Витебска частично уцелел исторически сложившийся комплекс застройки, ограниченный улицами Ленина, Янки Купалы, Суворова, Политехнической и Льва Толстого. В пределах этого района просматривается преемственность планировочной сети улиц конца XVIII — первой половины XIX веков, унаследовавшая, в свою очередь, черты дорегулярной эпохи.
|                                          |                                     |                                                                      |              |                                |
| Доходный дом конца XIX — начала XX веков | Пересечение улиц Суворова и Крылова | Витебский облисполком (бывшее Епархиальное женское духовное училище) | Старый город | Центральная часть города ночью |

См. также: Ратуша, Летний амфитеатр, Национальный академический драматический театр имени Якуба Коласа, Музей-усадьба И. Е. Репина «Здравнёво», Площадь Победы, Старо-Улановичское кладбище.

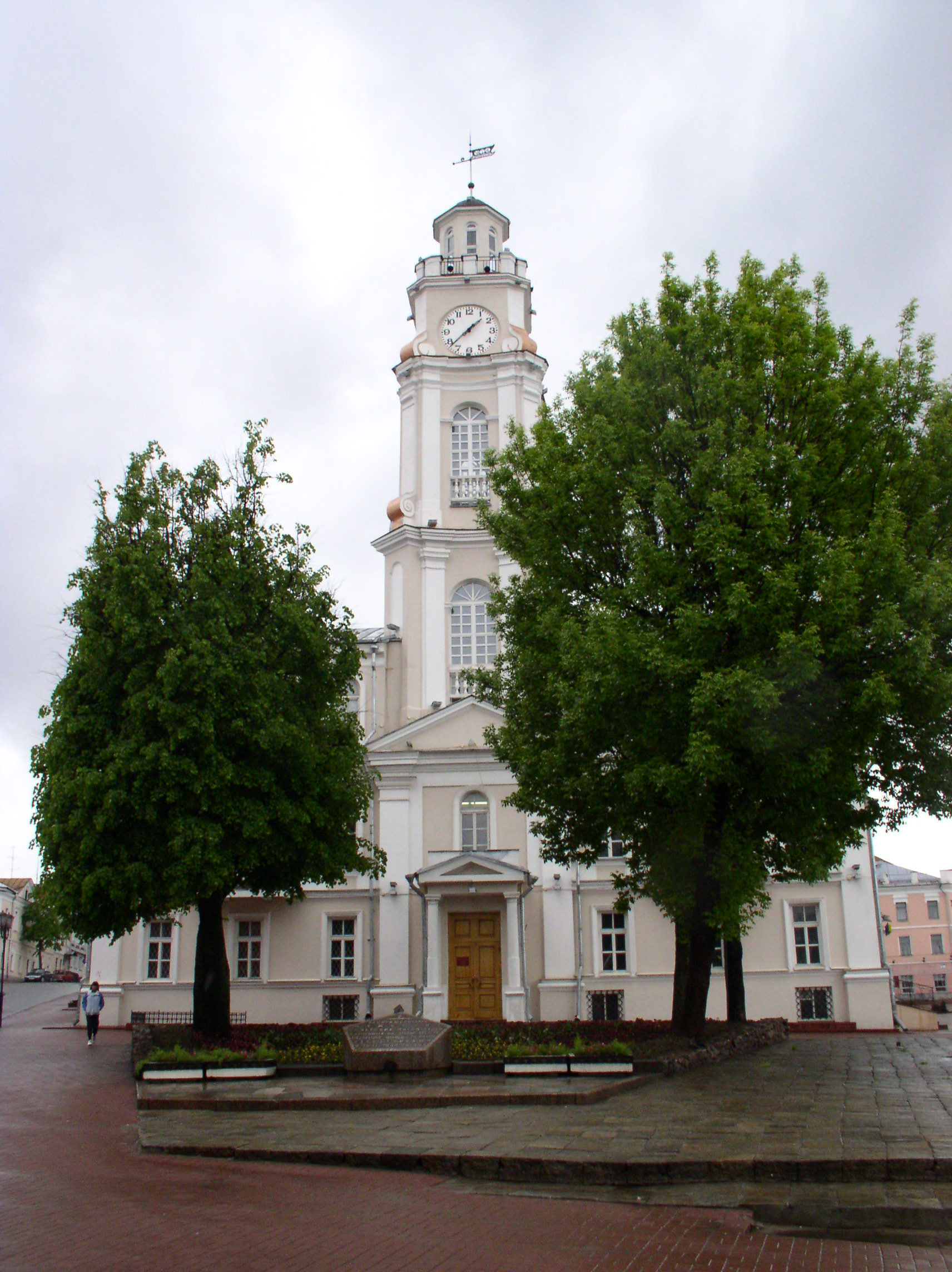
Ратуша]]
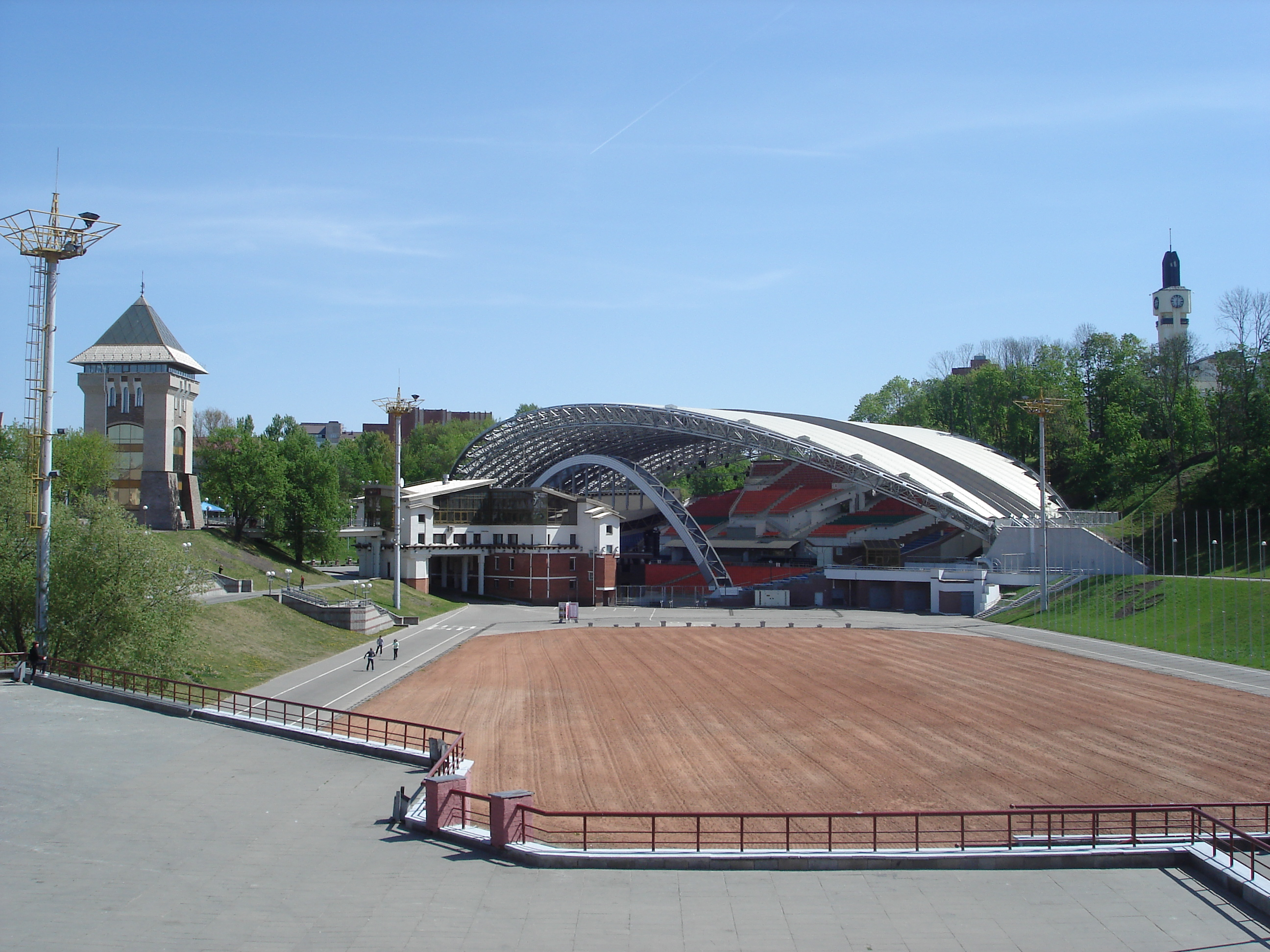
180px]]|Летний амфитеатр
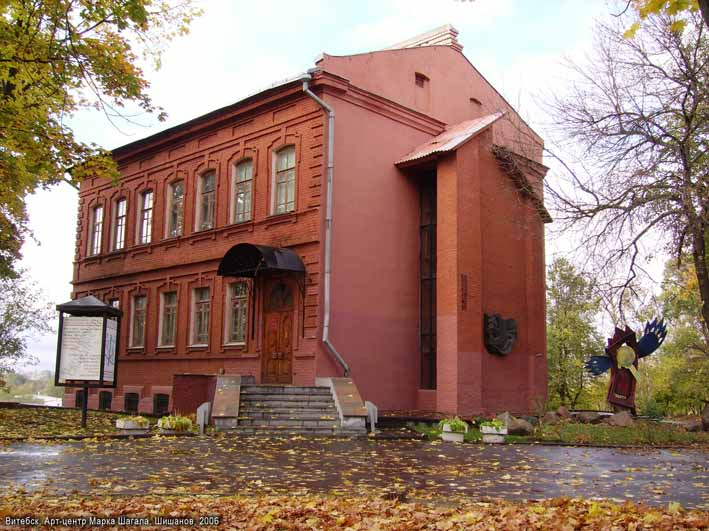
Арт-центр Марка Шагала]]
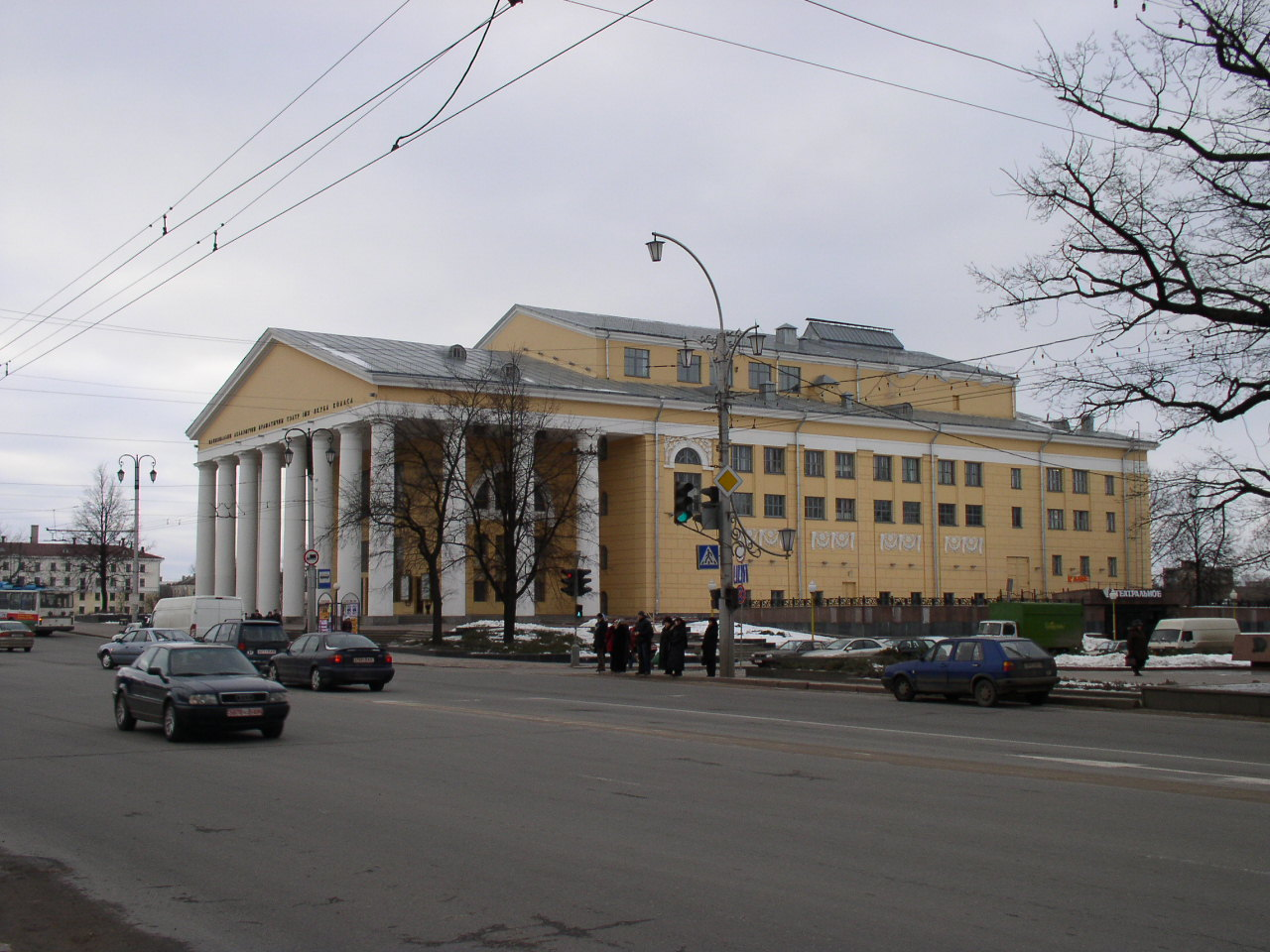
180px]]|Национальный академический драматический театр имени Якуба Коласа

### Храмы Витебска
В городе находятся самые разные архитектурные объекты религиозных конфессий, среди них: Успенский собор, Покровский собор, Благовещенская церковь, Троицкий Марков монастырь, Свято-Духов монастырь, Воскресенская церковь, костёл Святой Варвары.
|                        |                                                                   |                 |                  |                   |                       |
| Благовещенская церковь | Свято-Казанская церковь на территории Троицкого Маркова монастыря | Успенский собор | Покровский собор | Успенская церковь | Костёл Святой Варвары |

### Площади

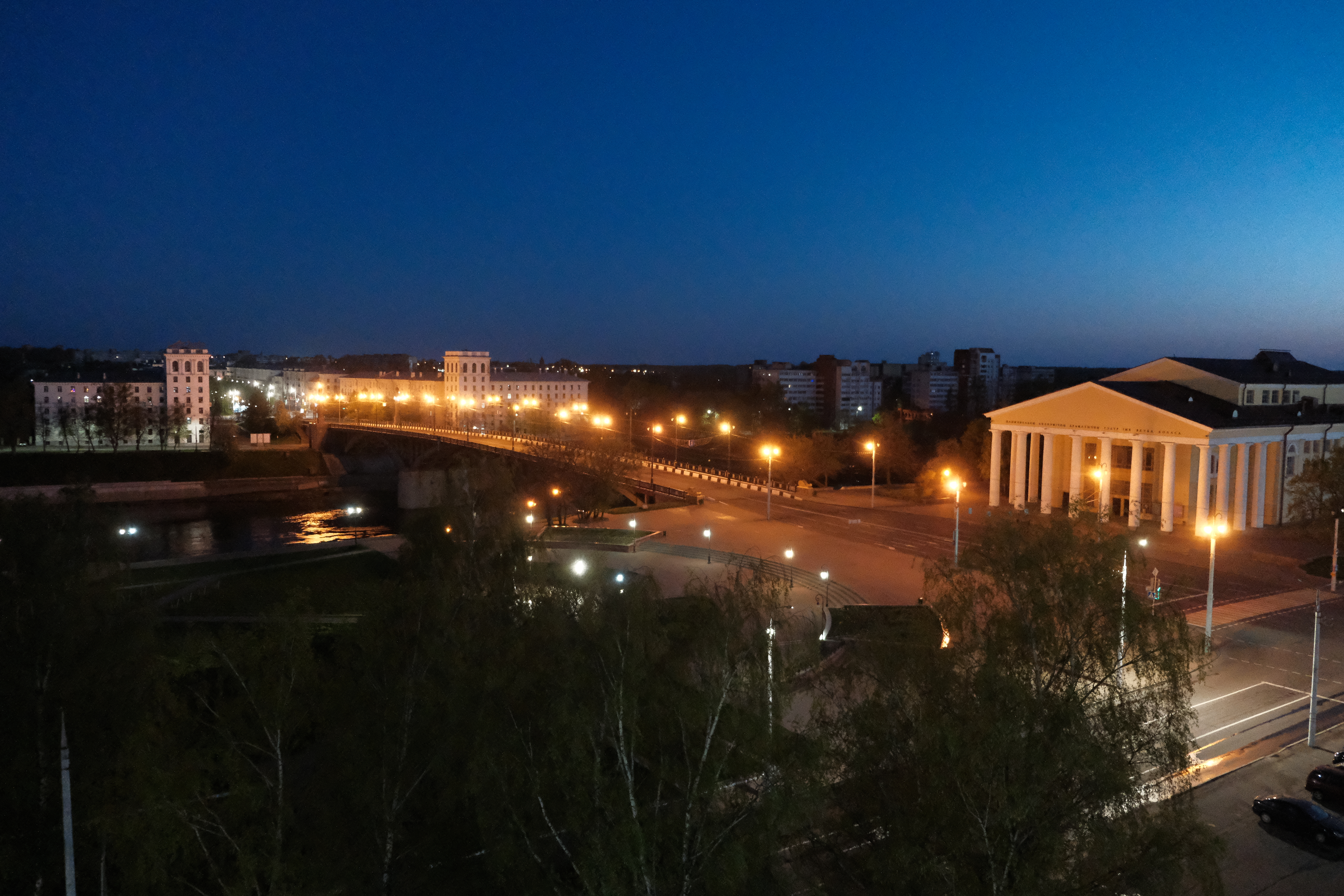
Площадь Тысячелетия Витебска майской ночью

В современном Витебске — десять площадей:
- Площадь Победы — самая большая в городе и стране
- Площадь Свободы
- Площадь Ленина
- Ратушная площадь (бывшая Воскресенская)
- Успенская площадь
- Замковая площадь
- Привокзальная площадь
- Пролетарская площадь
- Смоленская площадь
- Площадь Тысячелетия Витебска

### Расположены
- Витебская любительская астрономическая обсерватория
- Ботанический сад ВГУ имени П. М. Машерова

### Памятники и скульптуры
- Памятник В. И. Ленину

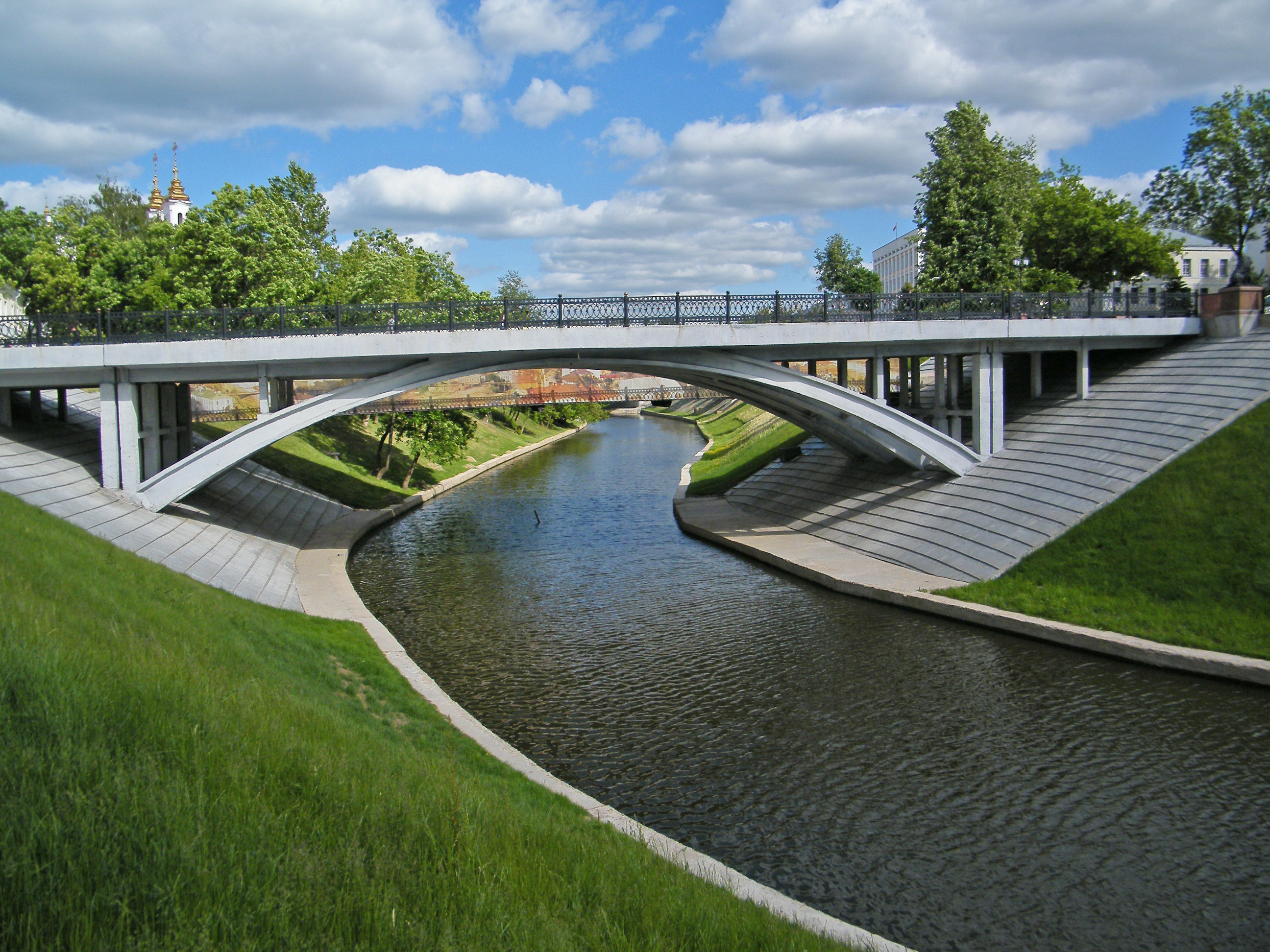
Пушкинский (Театральный) мост через реку Витьба

- Памятник героям Отечественной войны 1812 года
- Памятник героям Великой Отечественной войны
- Памятник комсомольцам-подпольщикам
- Памятник советским воинам-освободителям, партизанам и подпольщикам Витебщины
- Памятник героям Витебского подполья
- Памятник детям войны
- Пушки 1812 года
- Памятник М. Ф. Шмырёву
- Памятник П. М. Машерову
- Памятник П. И. Климуку и М. Гермашевскому
- Памятник К. Марксу
- Памятник А. С. Пушкину
- Памятник А. В. Суворову
- Памятник И. И. Соллертинскому
- Памятник В. С. Короткевичу
- Памятник Е. Я. Лось
- Памятник лётчику А. К. Горовцу

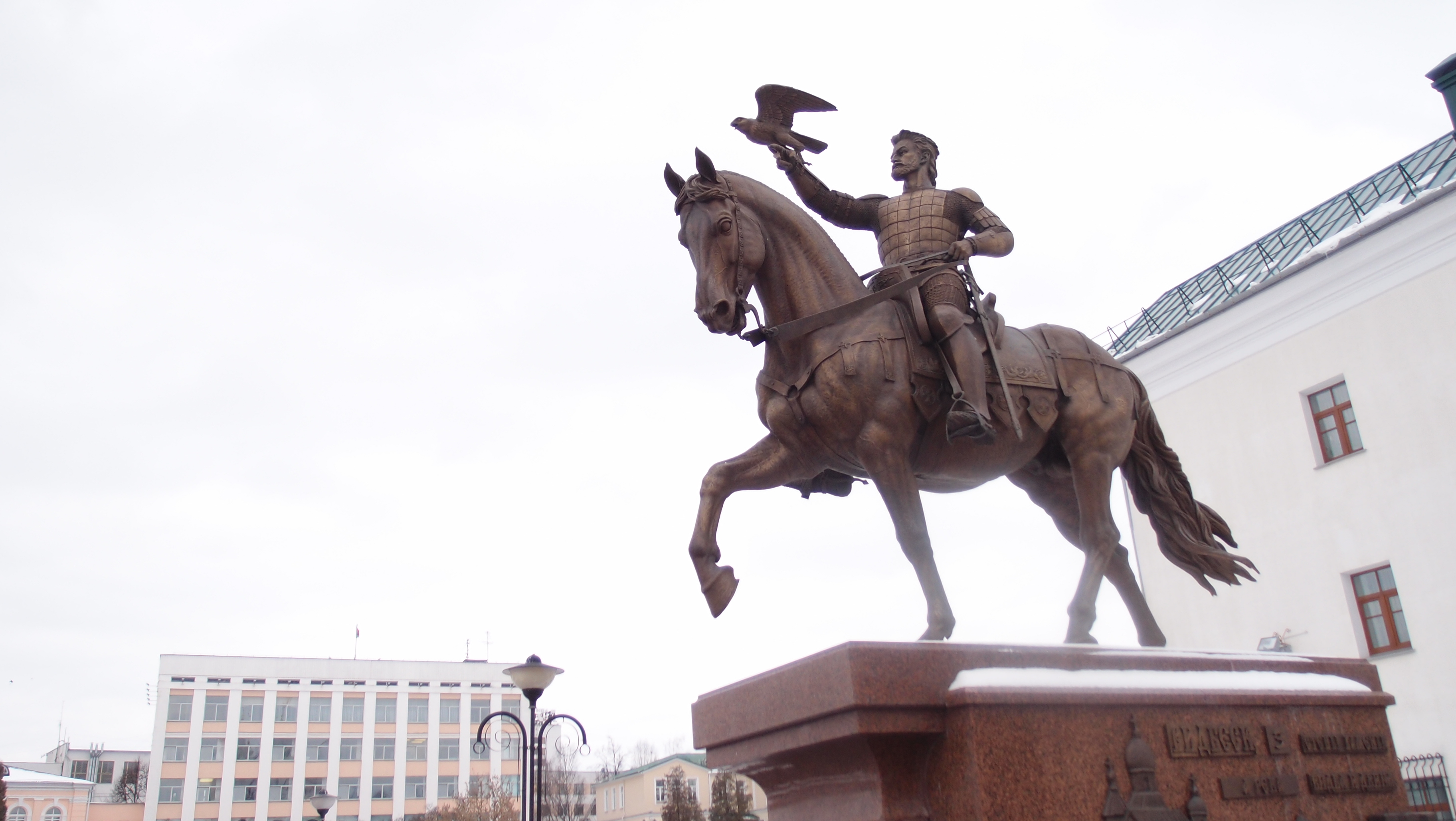
Памятник князю Ольгерду

- Памятник князю ОльгердуСкульптура «Витебский великан». Посвящена Фёдору Махнову
- Первый витебский трамвай
- Памятник-паровоз Л-3562
- Памятник пожарному автомобилю АЦ-40(130)-63А
- 5 мемориальных летательных аппаратов: 2 самолёта (МиГ-15Рбис, Су-24М) и 3 вертолёта (Ми-2У, Ми-8Т, Ми-24В). Установлены в июне 2010 года на шасси на Аллее Воинской Славы на площади Победы. На летательных аппаратах имеются таблички с тактико-техническими характеристиками и историей.
- Памятник патриарху Алексию II
- Памятник князю Ольгерду
- Памятник Александру Невскому
- Памятник М. Шагалу
- Памятник М. Шагалу у дома, в котором жил художник
- Памятный знак с надписью «Морякам Западно-Двинской военной флотилии 1919—1920 гг.». Установлен около здания бывшей Морской школы на ул. Средненабережной, 3.
- Памятник И. А. Бунину (2024)
- Мемориальная доска И. Д. Галькевичу 1895-1976 (открыта 28 июня 2025)[75]. Установлена на здании музея истории частного коллекционирования.

### Жанровая скульптура, арт-объекты
- Скульптура «Старик Хоттабыч»
- Жанровая скульптура «Диалог»
- Скульптуры львов на Пушкинском мосту
- Жанровая скульптура «Фонарщик»
- Бронзовая скульптура «Золотая рыбка». Установлена в устье реки Витьбы
- Скульптура «Встречающие». Установлена на одной из железнодорожных платформ Витебского вокзала
- Монументально-декоративная скульптура «Витебск исторический». Установлен на площадке возле РатушиВитебская спортсменка Тамара Лазакович (справа) на Олимпиаде в Мюнхене, 1972 год

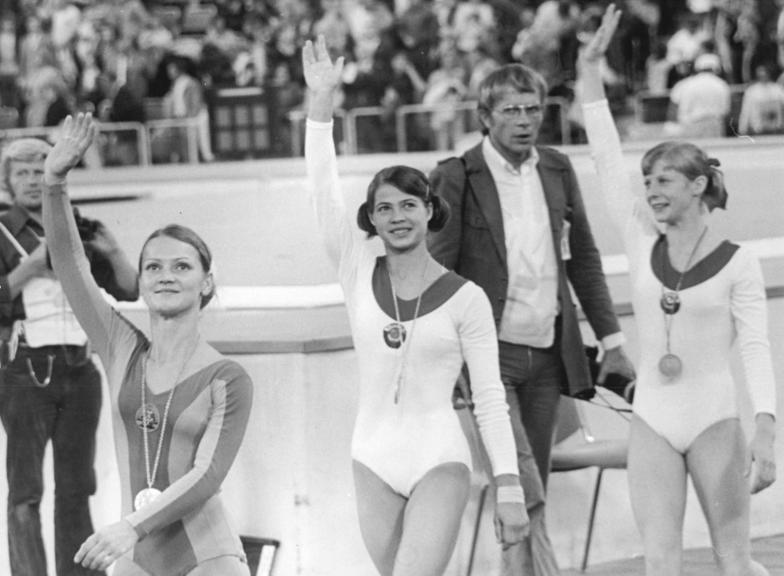
Витебская спортсменка Тамара Лазакович (справа) на Олимпиаде в Мюнхене, 1972 год

## Витебский зоопарк
Витебский зоологический парк был основан 30 марта 1992 года на базе театра зверей. Состоит из 2 частей, первая — площадью 1,3 га в центральной части города, вторая — площадью 87 га в микрорайоне Билево.

## Спорт
По состоянию на июль 2021 года в Витебске функционирует 949 физкультурно-спортивных сооружений (в том числе Центральный стадион). Работают 17 спортивных школ, училище Олимпийского резерва, три центра олимпийского резерва. 13 ноября 1999 года был сдан в эксплуатацию Ледовый Дворец спорта.

## Средства массовой информации

### Телевидение
- на частотном канале (МГц) в стандарте DVB-T производится вещание цифрового пакета (первого мультиплекса) следующих телевизионных каналов: Беларусь 1, Беларусь 2, Беларусь 3, ОНТ, СТВ, НТВ-Беларусь, РТР-Беларусь, Мир.
- На частотном канале (МГц) производится вещание в стандарте DVB-T2 второго мультиплекса: «Русский иллюзион», «Киномикс», «О!», «Беларусь 5», «ВТВ», Восьмой канал, Сарафан, ТВ-3 Беларусь, ТНТ-International, RU.TV Беларусь, Карусель International, Шансон ТВ, Моя планета, Россия К, Рыбалка и Охота, Усадьба, Матч! Планета, Пятый канал International.
- На частотном канале (МГц) производится вещание в стандарте DVB-T2 третьего мультиплекса: Арсенал, БелМуз-ТВ, Оружие, Мужское кино, Союз, Киносемья, БелРос, TiJi, Gulli Girl, «Мульт», «Мультиландия», Кинопремьера, Кинокомедия, Кинохит, Муви ТВ, Дом Кино. Перечень каналов во втором и третьем мультиплексе может изменяться.
- Телеканал «Витебск»; «Беларусь 4 Витебск»; «Наше ТВ»; «Скиф».

### Радиостанции
- «Легенды FM» — 88,5 FM;
- «Радио Дельта» — 89,5 FM;
- «Радио Витебск» — 91,2 FM;
- «Пилот FM» — 92,2 FM;
- «Душевное радио» — 92,8 FM;
- «Центр FM» — 93,3 FM;
- «Компас FM» — 95,4 FM;
- «Юмор FM» — 96,2 FM;
- «Радио Столица» — 96,7 FM;
- «Europa Plus VITEBSK» — 97,8 FM;
- «Новое радио» — 98,7 FM;
- «Канал Культура» — 99,3 FM;
- «Первый Национальный канал Белорусского радио» — 100,5 FM;
- «Радио Мир» — 101,8 FM;
- «Радио Рокс» — 103,0 FM;
- «(ПЛАН) Супер FM» — 104,6 FM;
- «Радиус FM» — 105,5 FM;
- «Радио Минск» — 106,4 FM;
- «Альфа Радио» — 107,6 FM.

### Печать
В Витебске издаются несколько журналов, в том числе литературно-публицистический журнал «Идиот» (основан в 1983 году в Москве, в 1986 году переехал в Витебск), в 1992—2000 годах издавался журнал, посвящённый творчеству М. Бахтина «Диалог. Карнавал. Хронотоп» (всего в Витебске вышло 27 номеров), с 1995 года выходит журнал, посвящённый еврейской истории и культуре «Мишпоха».
- Газета «Витьбичи»;
- Газета «Витебский проспект»;
- Газета «Витебские вести»;
- Газета «Твой город».

## Международное сотрудничество

### Города-побратимы
По состоянию на 2023 год у Витебска заключены соглашения о побратимских отношениях с 12 городами:
- Бельцы, Молдова (2002)
- Цзинань, КНР (2006, 2009)[79]
- Харбин, КНР (2009, 2012)
- Ванадзор, Армения (2012)[80]
- Липецк, Россия (2014)[81]
- Астрахань, Россия (2014)[30]
- Ниш, Сербия (2015)[82]
- Белоярский район Ханты-Мансийского автономного округа — Югры, Россия (2016)
- Даугавпилс, Латвия (1998, 2017)
- Резекне, Латвия (1995, 2017)[83]
- Сакарья, Турция (2023)
- Псков, Россия (2000, 2023)

### Города-партнёры
По состоянию на 2023 год у Витебска заключены соответствующие договоры и соглашения о сотрудничестве с 14 городами-партнёрами:
- Нинбург, Германия (1991)
- Смоленск, Россия (1998)
- Хасково, Болгария (1998)
- Самара, Россия (2001)
- Ступинский район Московской области, Россия (2005)
- Савёловский район Московской области, Россия (2006)
- Ришон-ле-Цион, Израиль (2008)
- остров Готланд, Швеция (2008)
- Геленджик, Россия (2009)
- Иркутск, Россия (2017)
- Волгоград, Россия (2017)
- Саратов, Россия (2017)
- Находка, Россия (2022)[85]
- Архангельск, Россия (2023)
- Симферополь, Россия (2024)

В 2022 году прекращено сотрудничество с городом-побратимом Зелёна-Гура, Польша (2002) и городами-партнёрами Франкфурт-на-Одере, Германия (1991), Паневежис, Литва (2018).

### Мероприятия
27—29 апреля 1995 года в Резекне прошли дни культуры Витебска, 9—10 июня 1995 года прошли дни Латвии в Витебске.
С 27 по 30 июля 2023 года в Витебске прошли Дни Псковской области.

## Фотогалерея

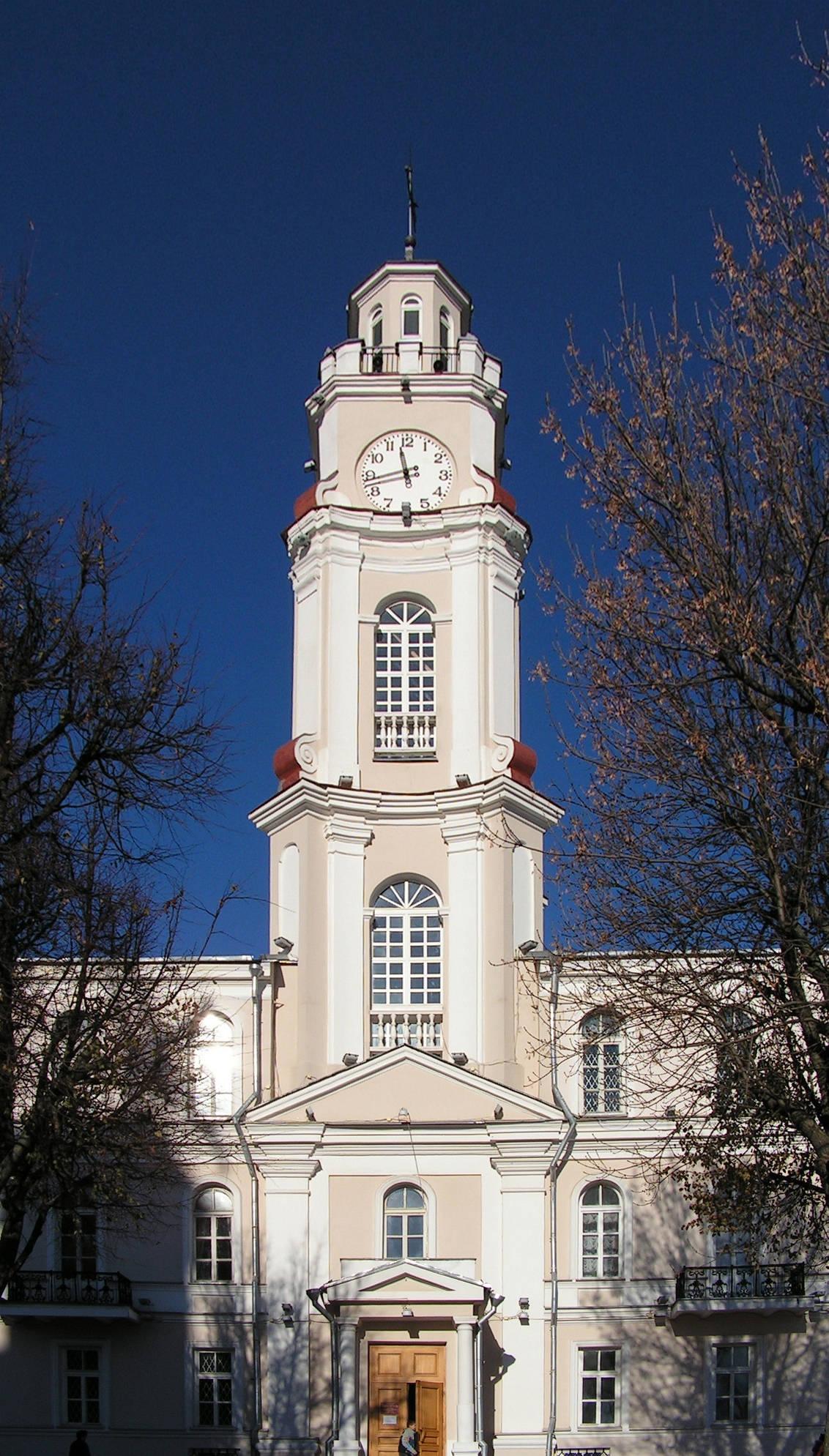
Ратуша
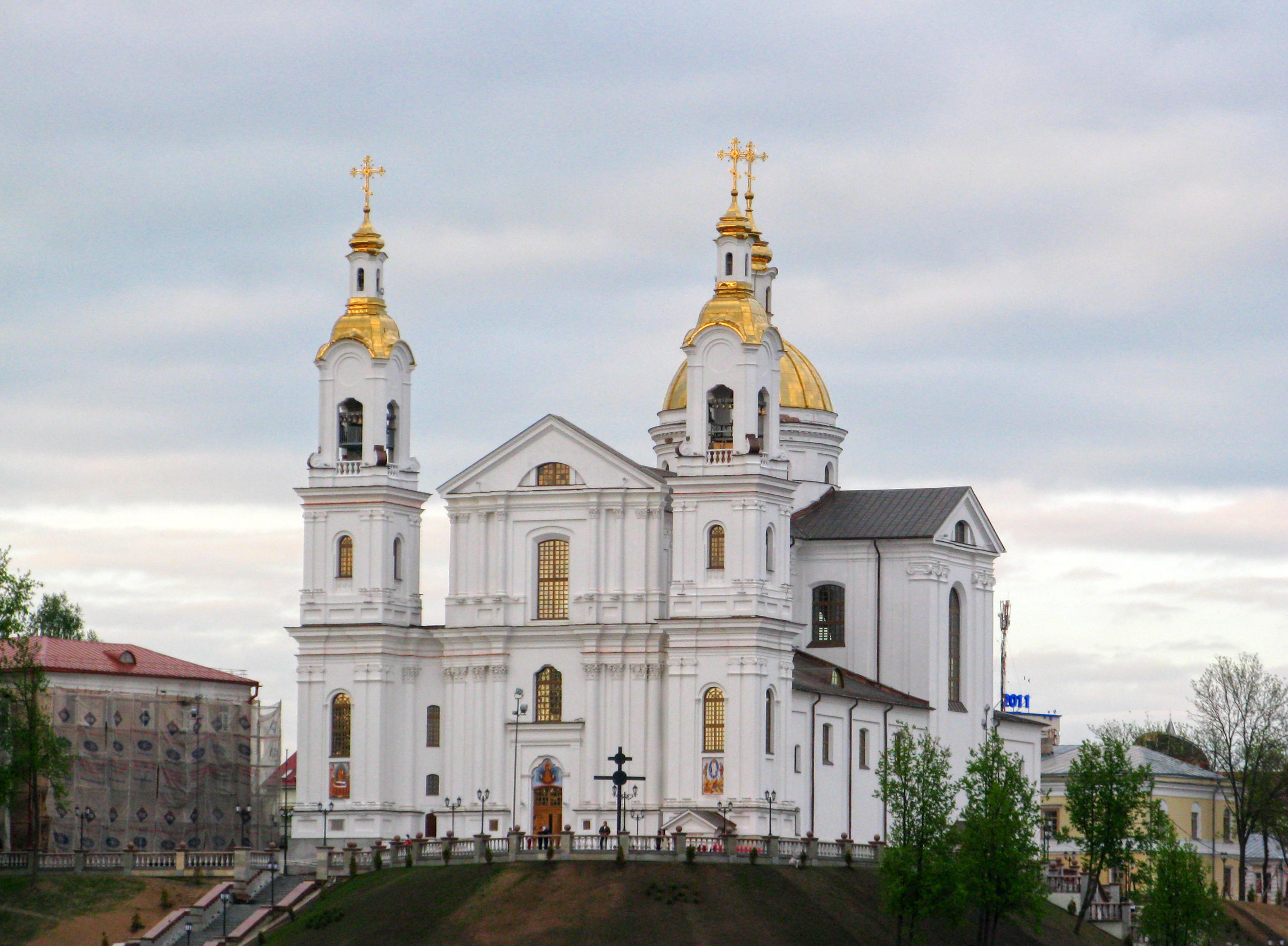
Успенский собор
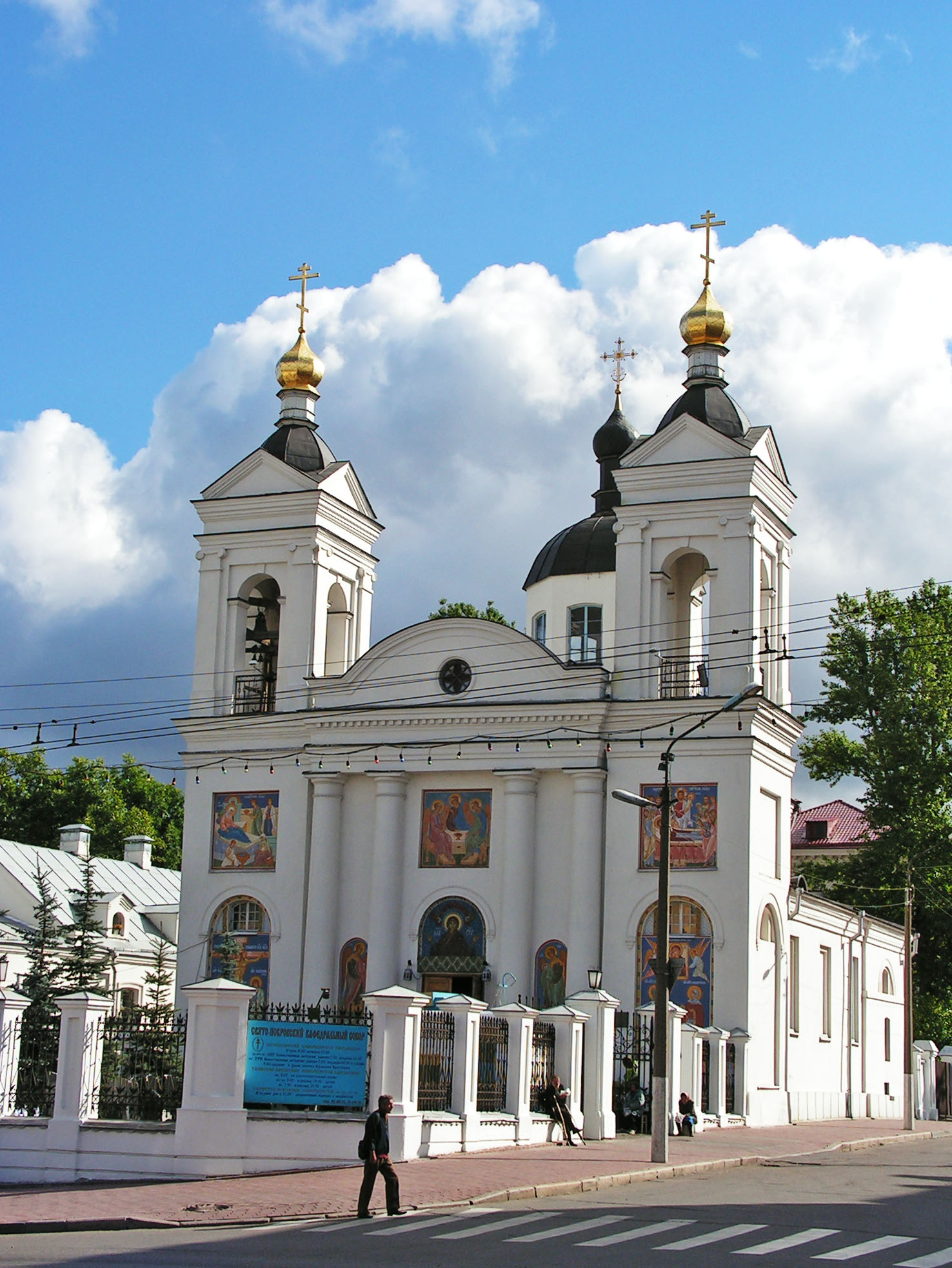
Свято-Покровский кафедральный собор
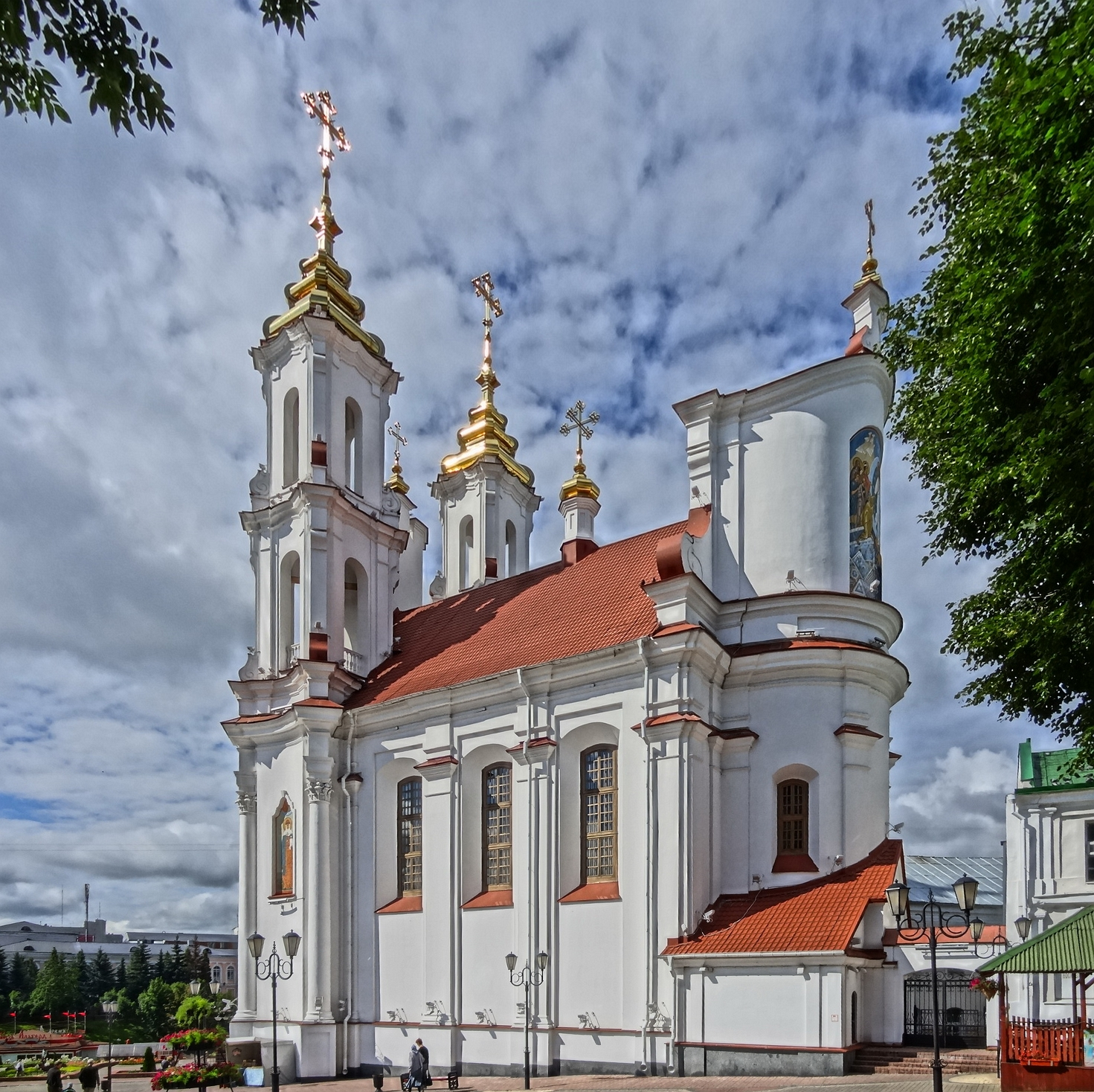
Воскресенская церковь
Здравнёво
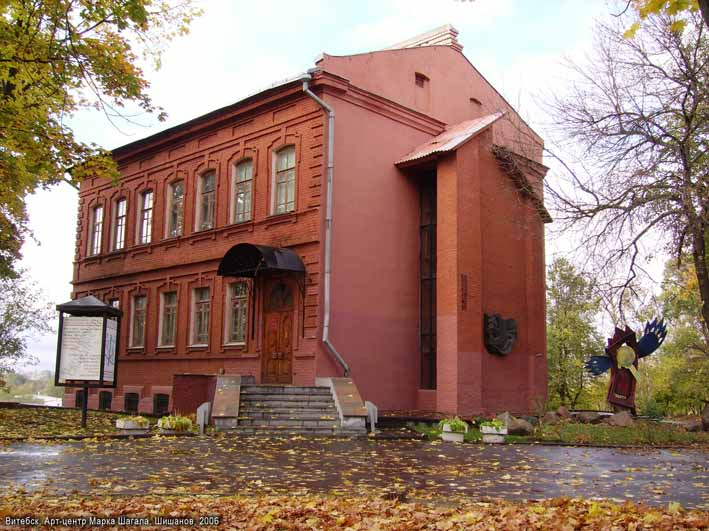
Арт-центр М. Шагала
Памятник М. Шагалу у дома, в котором жил художник
Памятник М. Шагалу
Здание первой электростанции
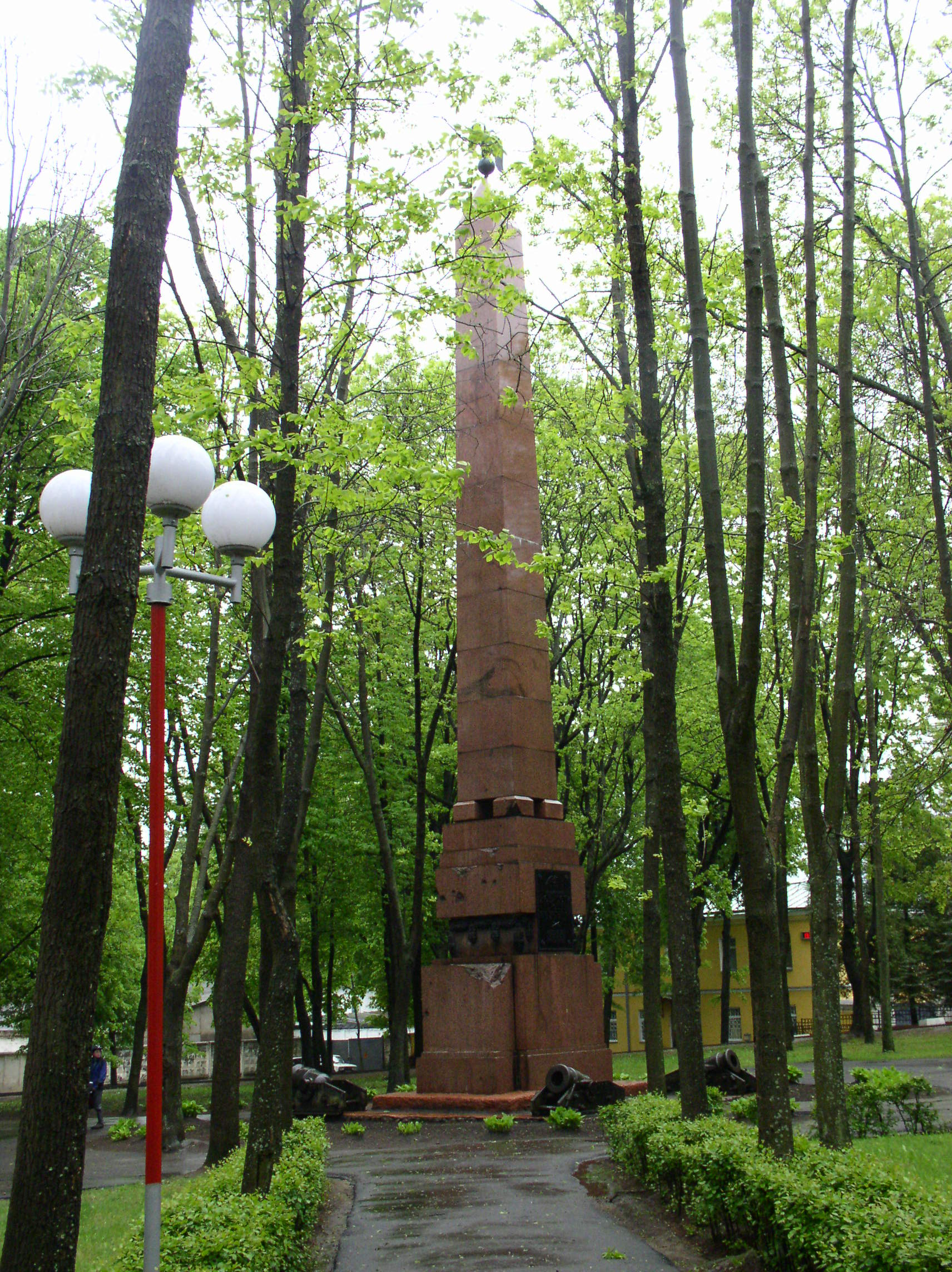
Памятник героям Отечественной войны 1812 года
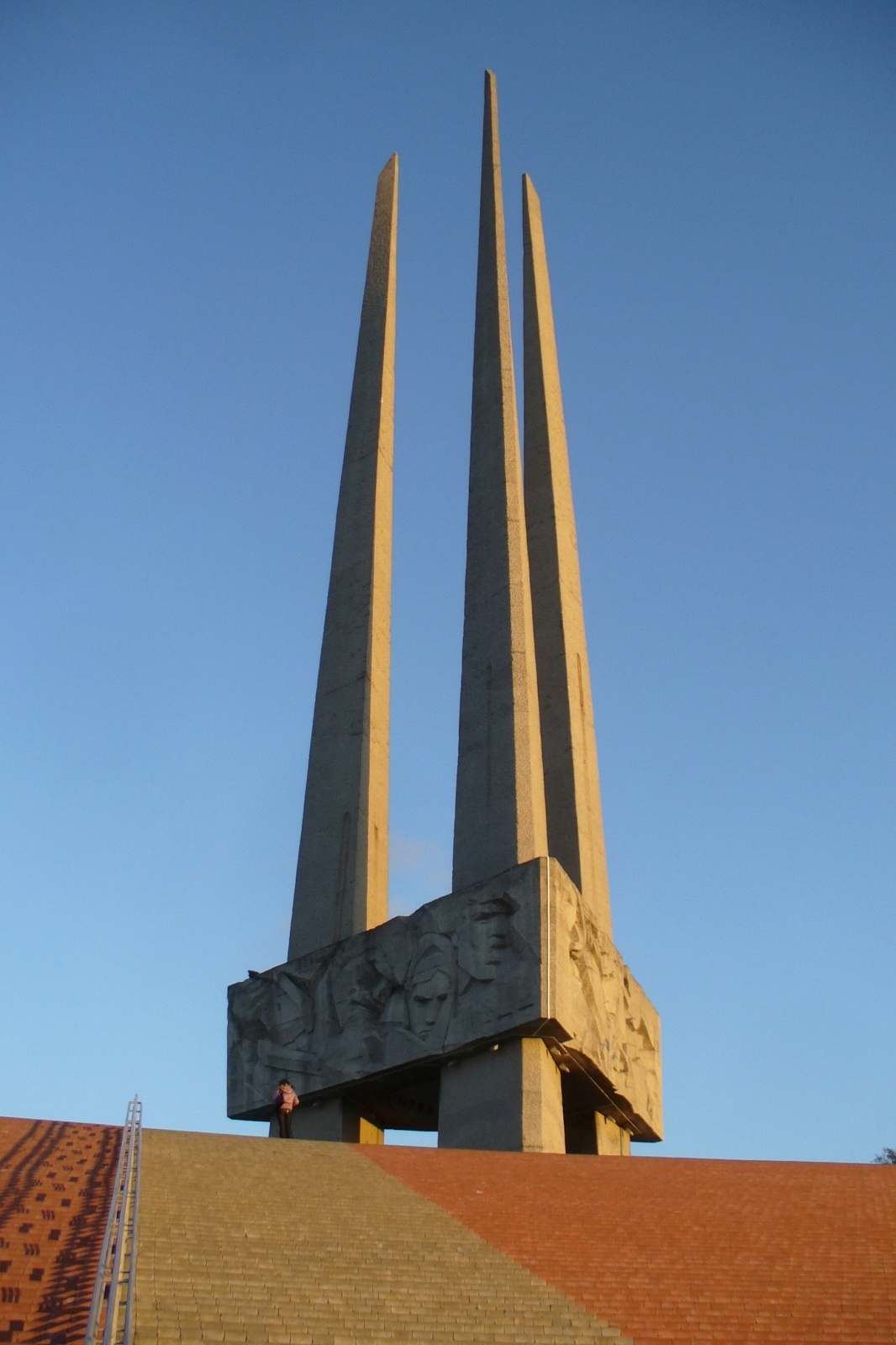
Памятник героям Великой Отечественной войны
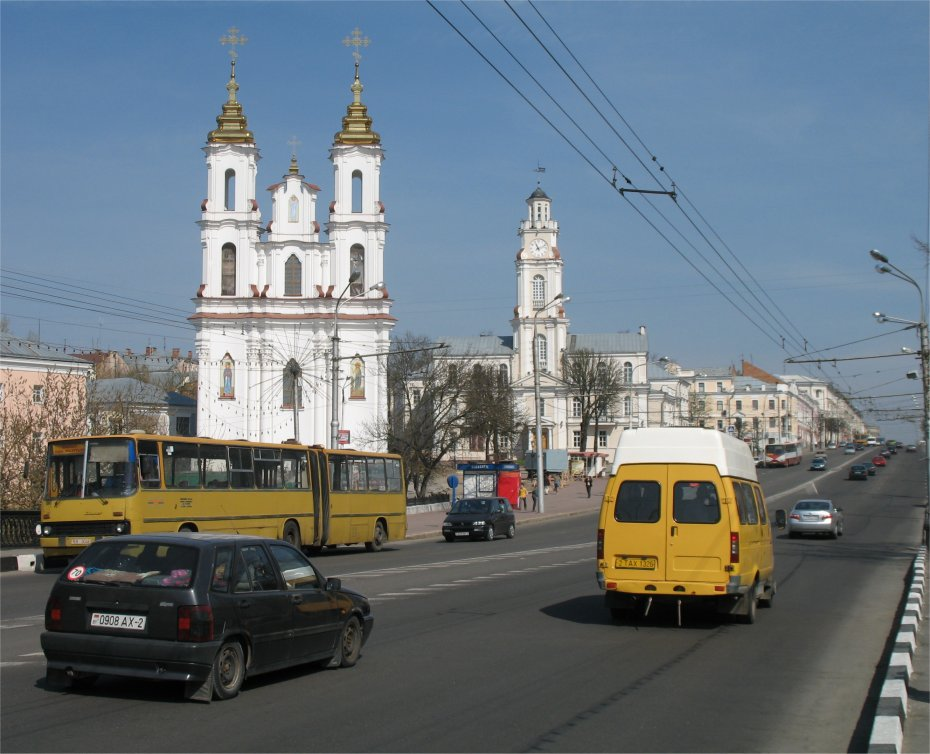
Вид на улицу Ленина с Октябрьского моста